# Австрия
А́встрия (нем. Österreich МФА: [ˈøːstɐˌʁaɪç]о файле), полная официальная форма — Австри́йская Респу́блика (Republik Österreich МФА: [repuˈbliːk ˈʔøːstɐʁaɪç]о файле) — государство в Центральной Европе. Федерация, состоящая из девяти земель, столицей которых является Вена.  Население составляет 9,2 млн человек (2025), площадь — 83 879 км². Занимает 98-е место в мире по численности населения и 113-е по территории.
На севере граничит с Чехией, на северо-востоке — со Словакией, на востоке — с Венгрией, на юге — со Словенией и Италией, на западе — с Лихтенштейном и Швейцарией, на северо-западе — с Германией.
Австрия — многонациональное государство с широким этнокультурным, религиозным, расовым и национальным многообразием. Около 74 % населения — католики. Государственный язык — немецкий.
Федеративное государство, парламентская республика. С 3 марта 2025 года федеральным канцлером является Кристиан Штокер.
Столица и крупнейший город — Вена, другие крупные города — Грац, Линц, Зальцбург, Инсбрук и Клагенфурт-ам-Вёртерзе. Австрия подразделяется на 9 федеральных земель: Бургенланд, Вена, Верхняя Австрия, Каринтия, Зальцбург, Нижняя Австрия, Тироль, Штирия, Форарльберг.
Постиндустриальная страна с динамично развивающейся экономикой. Объём ВВП по паритету покупательной способности за 2017 год составил 441 млрд долларов США (около 50 000 долларов на душу населения).
Член Организации Объединённых Наций, Европейского союза. В 1955 году провозгласила постоянный нейтралитет и неприсоединение к каким-либо военным блокам. Входит в Шенгенскую зону и Еврозону, то есть денежная единица — евро.

## Этимология
Название страны происходит от др.-в.-нем. Ostarrichi (позже — Osterreich) — «восточная страна» (ostar — «восток», richi — «страна»).
Название «Австрия» впервые упоминается в документе от 1 ноября 996 года.
Австрийский флаг является одним из самых древних государственных символов в мире. Согласно преданию, в 1191 году, во время одной из битв третьего крестового похода, белоснежная рубашка Леопольда V полностью была забрызгана кровью. Когда герцог снял с себя широкий пояс, на рубашке образовалась белая полоса. Сочетание этих цветов стало его знаменем, а в будущем флагом Австрийской Республики.
В честь Австрии назван астероид (136) Австрия, открытый 18 марта 1874 года австрийским астрономом Иоганном Пализой в Австро-Венгерской морской обсерватории в Пуле.

## География

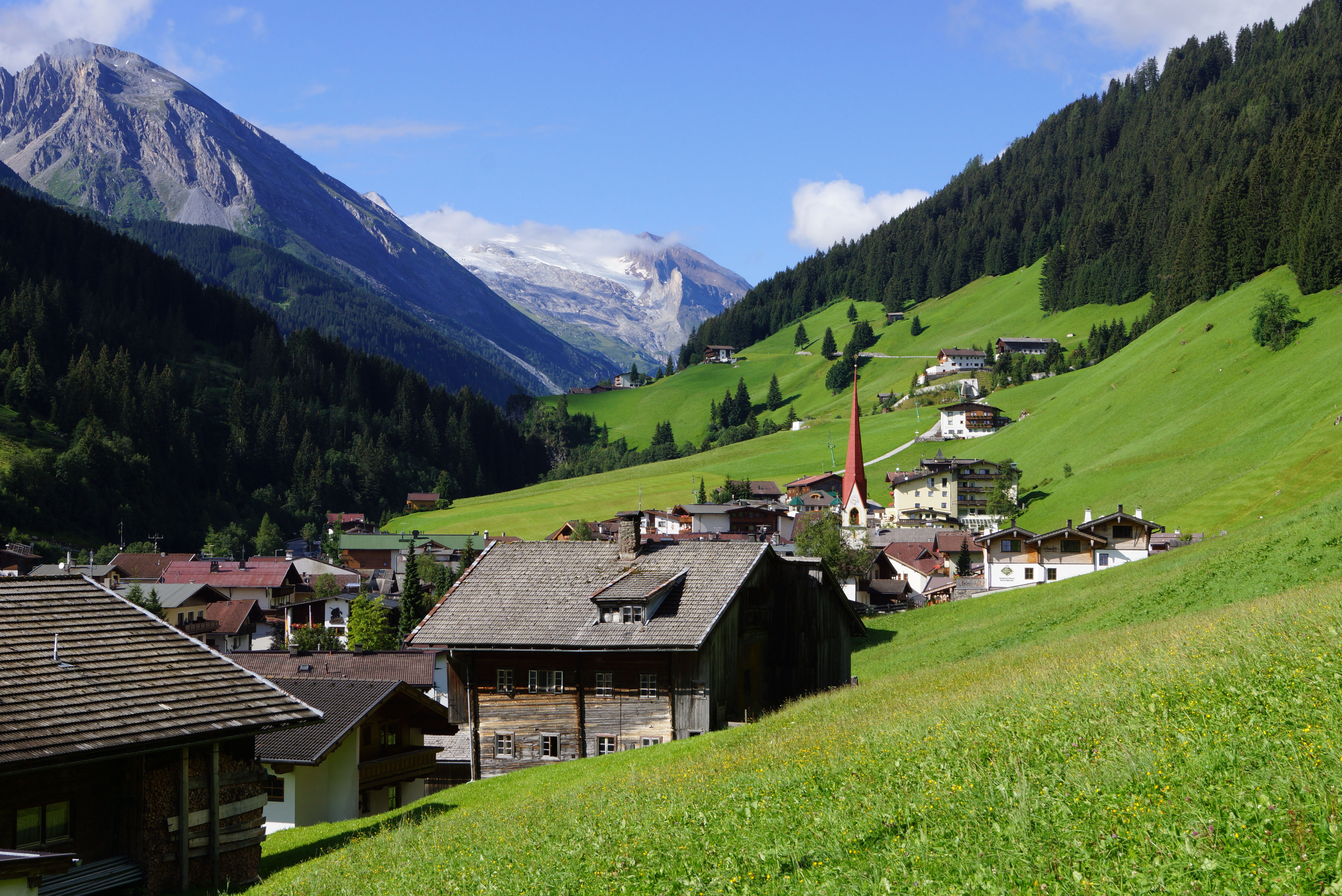
Тукс, Тирольские Альпы

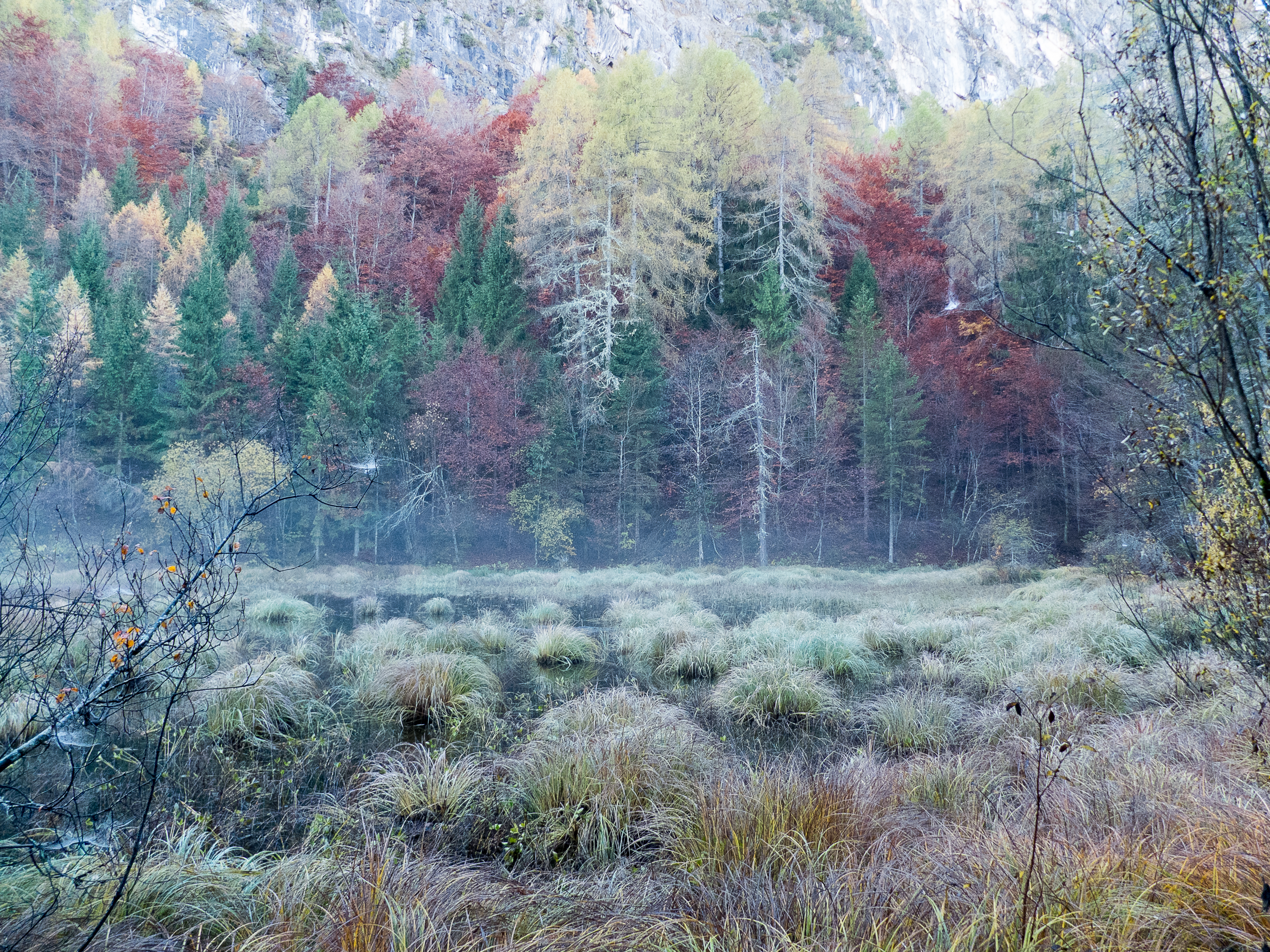
Осень в Австрии

Государство находится в Центральной Европе. Площадь страны — 83 871 км².
На севере граничит с Чехией (362 км), на северо-востоке — со Словакией (91 км), на востоке — с Венгрией (366 км), на юге — со Словенией (330 км) и Италией (430 км), на западе — с Лихтенштейном (35 км) и Швейцарией (164 км), на северо-западе — с Германией (784 км).
Австрия на 70 % горная страна, средняя высота над уровнем моря составляет около 900 м; большая часть занята Восточными Альпами, которые в свою очередь подразделяются на Альпы Северного Тироля и Зальцбургские Альпы на севере, Циллертальские и Карнийские Альпы на юге.
Высшая точка Австрии — гора Гросглоккнер (3797 м), на ней находится и один из крупнейших в Европе ледников Пастерце.
Низшая точка — озеро Нойзидлер-Зе (115 м над уровнем моря).

### Климат
Австрия обладает умеренным, переходным к континентальному, климатом, сильно зависящим от высоты.
Лето тёплое, солнечное, средняя температура составляет +20 °C. По мере подъёма вверх, температура ночью может достичь нулевой отметки. Зима мягкая в равнинах и холодная в горах, температура на равнинах опускается до −2 °C, а в горной местности до −14 °С. Осадки варьируют от 500 до 3000 мм в год, в зависимости от высоты и рельефа.

## История

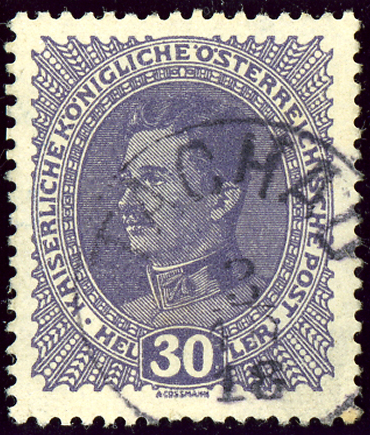
1917 г. Марка австрийской королевской почты

Земли современной Австрии были отвоёваны римлянами у кельтов в 15 году до н. э. В VI—VIII веках территорию будущего Тироля занимает германская народность баваров, территории будущих Австрии, Штирии и Каринтии занимают славяне. В 788 году территория Австрии была завоёвана франками. В 803 году была создана Аварская марка, в 976 году она была переименована в Восточную марку. С момента своего возникновения Австрия, Штирия, Каринтия и Тироль являлись абсолютными монархиями. В 1156 году во время правления династии Бабенбергов Австрия выделена из состава Баварии в самостоятельное герцогство, борьба за престол которого развернулась после битвы на Лейте 1246 года между Королевством Чехией и Королевством Венгрией. В 1276 году на трон Австрии взошёл король Германии Рудольф I Габсбург.

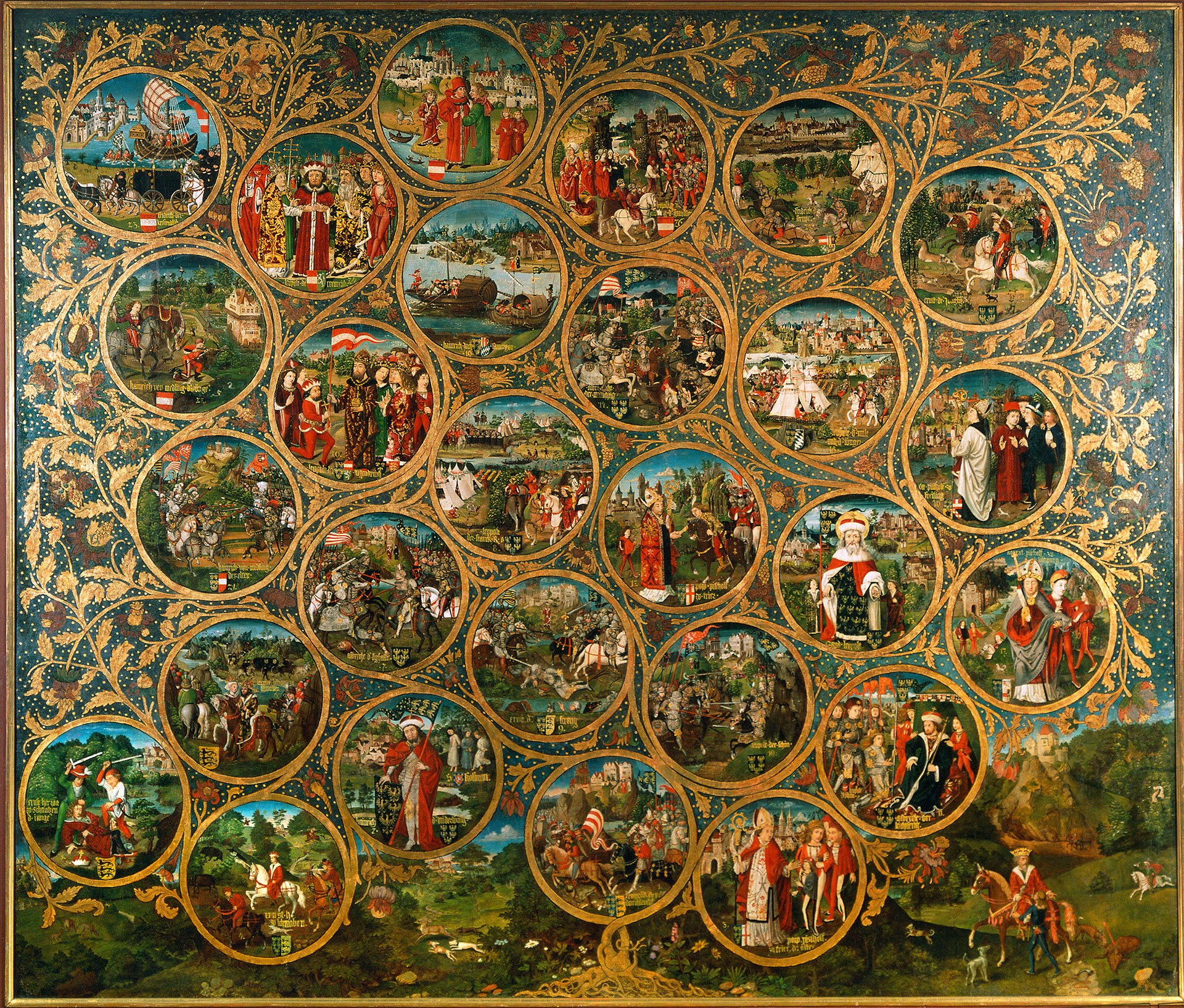
Фамильное древо Бабенбергов

С 1438 года герцоги Австрии избирались преимущественно императорами Священной Римской империи, а в 1453 году (к этому времени они уже были в личной унии), герцог Австрии получил титул эрцгерцога. В 1526 году, когда король Венгрии Лайош II погиб в битве при Мохаче против турок, к Австрии были присоединены Чехия и Хорватия. Более того, Габсбурги тогда же вступили в серию многолетних войн против Османской империи. В результате конфликта с Королевством Пруссией страна лишилась Силезии. В конце XVIII века, в результате разделов Польши, к Австрии были присоединены Галиция, Малая Польша и Южная Мазовия (как Западная Галиция). В 1687 году в унию с Австрией попала Венгрия. В результате войн с Францией, в 1806 году эрцгерцог Австрии лишился титула императора Священной Римской империи, но получил титул императора Австрии, а с 1815 года после создания Германского союза императоры Австрии являлись его президентами, страна лишилась Южной Мазовии, но получила Ломбардию и Венето. В 1859 году в результате поражения в Австро-итало-французской войне она лишилась Ломбардии и Венето, а в 1866 году в результате поражения Австрии в австро-прусской войне Германский союз самораспустился.
В результате австро-венгерской унии 1867 года образовалось государство Австро-Венгрия в составе двух частей — Транслейтании и Цислейтании.
В 1867 году австрийским императором была издана конституция, провозглашавшая Австрию конституционной дуалистической цензовой монархией. Законодательным органом становился имперский совет, состоявший из палаты лордов, состоявшей из титулованного дворянства, и палаты представителей, избиравшейся выборщиками на основе имущественного ценза по мажоритарной системе в 2 тура, главой государства — наследственный император, исполнительным органом — министерство, назначавшееся императором и нёсшее перед ним ответственность. Наиболее влиятельной партией стала Христианско-социальная партия. В начале XX века на выборах в палату представителей было введено всеобщее избирательное право, Христианско-социальная партия сохранила своё влияние, но вровень с ней стала Социал-демократическая партия Австрии.

### Между двумя мировыми войнами
11 ноября 1918 года кайзер Австрии и король Венгрии Карл I Габсбург декларировал своё самоустранение от царствования над Австрией, 12 ноября 1918 года рейхсрат упразднил монархию и палату лордов, провозгласил империю республикой. Германская Австрия стала суверенной, что автоматически повлекло разрыв австро-венгерской унии и ликвидацию Австро-Венгрии. В тот же день рейхсрат принял «Закон о государственной форме и форме правления Немецкой Австрии», согласно которому для принятия конституции назначались выборы в конституционное национальное собрание, а до его созыва временным законодательным органом становилось временное национальное собрание, в которое вошли все члены рейхсрата созыва 1911 года, избранные от немецкой части Австрии. Временным исполнительным органом стал государственный совет во главе со статс-канцлером — социал-демократом Карлом Реннером. 13 ноября 1918 года Карл I декларировал своё самоустранение от царствования над Венгрией, 16 ноября 1918 года государственное собрание упразднило монархию и провозгласило Королевство Венгрия Венгерской народной республикой — разрыв австро-венгерской унии был признан Венгрией. 14 ноября члены рейхсрата от заселённых чехами округов Богемии, Моравии и Силезии образовали Чехословацкое революционное национальное собрание, которое провозгласило Чехословацкую республику.
16 февраля 1919 года прошли выборы в конституционное национальное собрание, первое место на которых получила Социал-демократическая рабочая партия Австрии, второе место с небольшим отрывом — Христианско-социальная партия. 14 марта оно приняло законы о народном представительстве и о государственном правительстве, согласно которым законодательным органом становилось конституционное национальное собрание, исполнительным органом — государственное правительство. 10 сентября 1919 года был подписан Сен-Жерменский мирный договор, Австрии было запрещено воссоединение с Германией, она признавала независимость Чехословакии и Венгрии. Области Нижняя Штирия, Славония, Далмация и Хорватия передавались Королевству сербов, хорватов и словенцев, Трансильвания и Буковина — Румынии. 21 октября 1919 года его ратифицировало конституционное национальное собрание изменив название государства на Республика Австрия. 10 октября 1920 года оно приняло федеральный конституционный закон, провозглашавший Австрию федеративной демократической парламентской республикой, учредивший федеральное собрание в качестве законодательного органа, состоящего из федерального совета и национального совета, федеральное правительство и должности федерального президента, федерального канцлера, федеральных министров.
4 марта 1933 года, после поражения восстания левых партий в феврале, федеральный канцлер Энгельберт Дольфус распустил федеральное собрание и через год издал так называемую «майскую конституцию», упразднившую его. Она заменяла народное представительство корпоративным, законодательным органом становился федеральный сейм, 20 членов которого назначались государственным советом, который, в свою очередь, формировался федеральным президентом, 10 — федеральным экономическим советом, сформированным профсоюзами и торгово-промышленными союзами, 10 — федеральным культурным советом, созданным творческими союзами, 9 — советом земель, в который по должности входили земские капитаны; исполнительным органом оставалось федеральное правительство, главой государства — федеральный президент. Новое государство получило название Федеративное государство Австрия, установившийся с 1934 года авторитарный режим называют австрофашистским. Он находился в конфликте с нацистской Германией, и в июле австрийские нацисты попытались устроить госпереворот, убив Дольфуса.

### Нацизм в Австрии
В 1938 году произошёл аншлюс, аннексия Австрии нацистской Германией, федеральные земли были преобразованы в рейхсгау Вена, Верхний Дунай, Нижний Дунай, Каринтия, Зальцбург, Штирия, Тироль-Форарльберг, управляемые назначаемыми рейхсканцлером Германии наместниками. Проведённый в Австрии в апреле 1938 года плебисцит подтвердил присоединение Австрии к Германии. Большинство австрийских немцев давно мечтало о возрождении Великой Германии. На территории Австрии в годы господства нацистов было создано несколько десятков концлагерей, в том числе и печально известный лагерь смерти «Маутхаузен» (имел в стране 49 филиалов, здесь был замучен генерал Д. М. Карбышев). В 1992 году федеральный канцлер Австрии Франц Враницкий признал, что тысячи австрийцев приняли участие в преступлениях нацистского режима. Население Австрии составляло лишь 8 % от численности населения Германии, но их количество в войсках СС было 13 %, среди служащих концлагерей — 40 %.
Среди жителей Австрии были и те, кто стремился бороться с нацистской диктатурой. После аннексии в Австрии стало формироваться движение антифашистского Сопротивления, принявшее наибольший размах в годы Второй мировой войны. Сопротивление нацизму включало в себя и партизанскую деятельность; среди крупнейших партизанских группировок был Австрийский фронт свободы.

### После Второй мировой войны
В апреле 1945 года войска стран антигитлеровской коалиции изгнали из Австрии вермахт, фашистские наместники были смещены, власть была передана временным земельным правительствам (в некоторых землях они назывались временными земельными комитетами), состоящим из противников фашизма. 27 апреля 1945 года было создано на общегосударственном уровне временное государственное правительство из социал-демократов, коммунистов (входили до 1947 года) и христианских социалистов, во главе со статс-канцлером социал-демократом Карлом Реннером. Начался процесс денацификации, для контроля за которым страна была оккупирована войсками четырёх государств-членов антигитлеровской коалиции и разделена на четыре зоны оккупации: советскую, британскую, американскую и французскую. 4 июля 1945 года для осуществления непосредственного контроля за денацификацией была создана межсоюзническая контрольная комиссия по Австрии, состоящей из представителей оккупирующих сторон. В сентябре 1945 года были разрешены политические партии, крупнейшими из которых стали Социалистическая партия Австрии, Австрийская народная партия, Коммунистическая партия Австрии и Демократическая партия. 25 ноября 1945 года были проведены выборы в национальный совет. Осенью 1945 года был восстановлен федеральный конституционный закон 1919 года. Переговоры о заключении мирного договора начались в 1947 году, но заключён он был только 15 мая 1955 года, так как «когда спустя долгие годы союзнической оккупации стало ясно, что состязание между Западом и СССР за Австрию никому не принесёт однозначной победы, в австрийских политических кругах в очередной раз проснулся интерес к нейтралитету. Военно-политическая равноудалённость Вены могла стать приемлемой формулой для решения вопроса о выводе западных и советских оккупационных войск». В октябре того же года был принят закон о постоянном нейтралитете Австрии, который она соблюдает до сих пор. 25 октября все союзнические войска с территории Австрии были выведены.
Времена «холодной войны» принесли дипломатическую известность Австрии, её столице Вене. Здесь обосновались представительства крупнейших международных организаций, в том числе ООН и ОПЕК. Успешно развивалась послевоенная экономика страны.
1 января 1995 года Австрия присоединилась к Европейскому союзу. Страна входит в Еврозону и Шенгенское соглашение.

## Государственное устройство
Австрия является федеративным государством, объединяющим девять самостоятельных земель. Действующая конституция принята в 1920 и вторично введена в 1945 году.
Главой государства является федеральный президент, избираемый на 6 лет.
Исполнительный орган — федеральное правительство, состоящее из федерального канцлера и федеральных министров, назначается федеральным президентом и несёт ответственность перед федеральным собранием.
Парламент Австрии — двухпалатное федеральное собрание, которое состоит из федерального совета и национального совета. Территориально располагается в Вене. Парламент может быть распущен либо указом президента, либо выражением вотума недоверия нижней палатой парламента.
Федеральный совет, состоящий из 62 депутатов, избираемых ландтагами — парламентами земель. Земли представлены разным количеством депутатов (от 3 до 12) в зависимости от численности населения. Срок полномочий депутата бундесрата: 4 или 6 лет в зависимости от срока полномочий избравшего их ландтага.
Национальный совет, состоящий из 183 депутатов, избираемых по пропорционально-списочной системе. Срок полномочий: 5 лет.

### Политические партии
Правые
- Австрийская партия свободы — националистическая.
- Альянс за будущее Австрии — откол от АПС.
- Реформ-консервативная партия Австрии[нем.].

Правоцентристы
- Австрийская народная партия — консервативная.

Центристы
- Команда Штронаха[нем.] — евроскептическая.

Левоцентристы
- Социал-демократическая партия Австрии — социалистическая.

Левые
- Зелёные — Зелёная альтернатива — экологистская.
- Коммунистическая партия Австрии — коммунистическая.

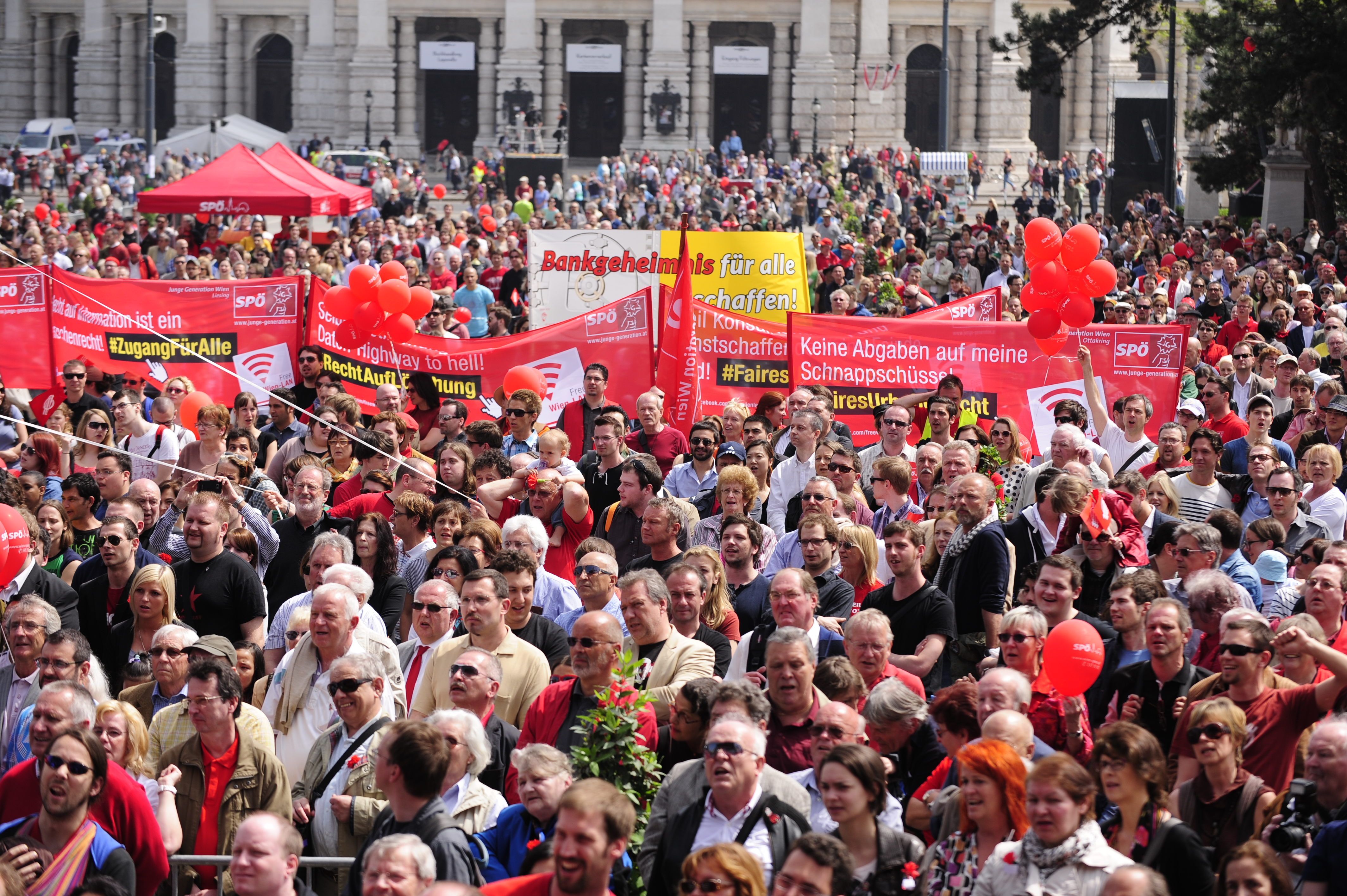
Первое мая, Вена, 2013

### Крупнейшие общественные организации

#### Профсоюзы
Крупнейший профцентр Объединение австрийских профсоюзов.

### Правовая система
Конституционный суд Австрии — первый в мире отдельный конституционный суд (1920). Формируется президентом по представлению правительства и обеих палат. Имеет также полномочия решать спор между землями (или землями и федеральным центром), а также выносить импичмент высшим должностным лицам.
Высшая судебная инстанция: Верховный суд правосудия, суды апелляционной инстанции — верховные земельные суды, суды первой инстанции: земельные суды, низшее звено судебной системы: окружные суды, суд административной юстиции: административный суд правосудия.
С 2008 года также существует суд по делам беженцев, а в 2014 году начали работу федеральный административный суд, земельные административные суды и федеральный финансовый суд.
Органы прокуратуры: генеральная прокуратура на уровне верховного суда, высшие прокуроры на уровне высших земельных судов, и прокуроры, органы по борьбе с коррупцией: федеральное управление по предупреждению коррупции и борьбе с коррупцией в составе федерального министерства внутренних дел и экономическая и коррупционная прокуратура.

## Внешняя политика
С 26 октября 1955 года внешняя политика выстраивается с учётом международно-правового статуса постоянного нейтралитета. Нейтралитет позволил расширить внешнеполитические возможности этой страны и пространство для манёвра. В период холодной войны нейтральная Австрия играла роль моста между Западом и Востоком. Хотя нейтралитет задумывался по образцу швейцарского, на практике он получил собственное развитие. В годы правления канцлера Бруно Крайского он был основой почти пацифистского внешнеполитического курса Вены. С конца 1980-х годов нейтралитет начали адаптировать к новым международным условиям, в 1995 году Австрия стала членом Европейского союза. Её внешняя политика стала терять самостоятельность и всё чаще «растворяться» в общем курсе ЕС.
В конце 1990-х годов многие австрийские политики ставили вопрос об отмене нейтралитета и целесообразности членства страны в НАТО, однако население страны и оппозиционные партии были скептически настроены к этим идеям. В настоящее время официальная Вена исходит из того, что нейтралитет не должен быть застывшим институтом, а подлежит адаптации к меняющимся условиям, тем не менее, как и прежде, федеральный конституционный закон о нейтралитете от 26.X.1955 года является действующим законом. Согласно его нормам, страна не может принимать участия ни в каких войнах, не допустит присутствия никаких иностранных войск на своей территории, не вступит ни в какой военный договор.
Австрия является одним из лидеров среди стран ЕС по качеству жизни. Её доля в промышленном производстве Евросоюза составляет 2,5 %. Превращение ЕС в систему наднациональных институтов привело к тому, что австрийский парламент и институты социального партнёрства потеряли часть своих функций, поскольку были переданы в Брюссель. Внешняя политика проводится в рамках Европейского консенсуса. В 2009—2010 годах Австрия занимала место непостоянного представителя в Совете Безопасности ООН.

## Спецслужбы Австрии
Система спецслужб Австрии включает:
- Федеральное ведомство по защите конституции и борьбе с терроризмом.
- Военную разведку.
- Военную контрразведку.

## Вооружённые силы
Общая численность вооружённых сил около 49 тыс. человек (2004), состоят из сухопутных войск и ВВС. Вооружённые силы возглавляет генеральный инспектор, который подчиняется министру национальной обороны (гражданское лицо, представитель правящей партии). В военное время президент является верховным главнокомандующим. В стране 9 военных округов, территориально совпадающих с административным делением. Комплектование вооружённых сил осуществляется на основе закона о всеобщей воинской повинности и по найму. Призывной возраст: 18 лет, по найму. Продолжительность срочной службы с 2007 года 6 месяцев, после которой военнообязанные до 50-летнего возраста привлекаются для участия в военных учениях по плану министерства обороны (не более 60 суток). Общая численность военнообязанных, пригодных к военной службе: 1,9 млн человек (2004).
Расходы на оборону около (2005) 1,5 млрд USD (0,9 % от ВВП).

## Административное деление
Австрия разделена на 9 федеральных земель, одна из которых (Вена) является столичным городом.
Федеральные земли:
- Бургенланд,
- Каринтия,
- Нижняя Австрия,
- Верхняя Австрия,
- Зальцбург,
- Штирия,
- Тироль,
- Форарльберг,
- Столичный город Вена.

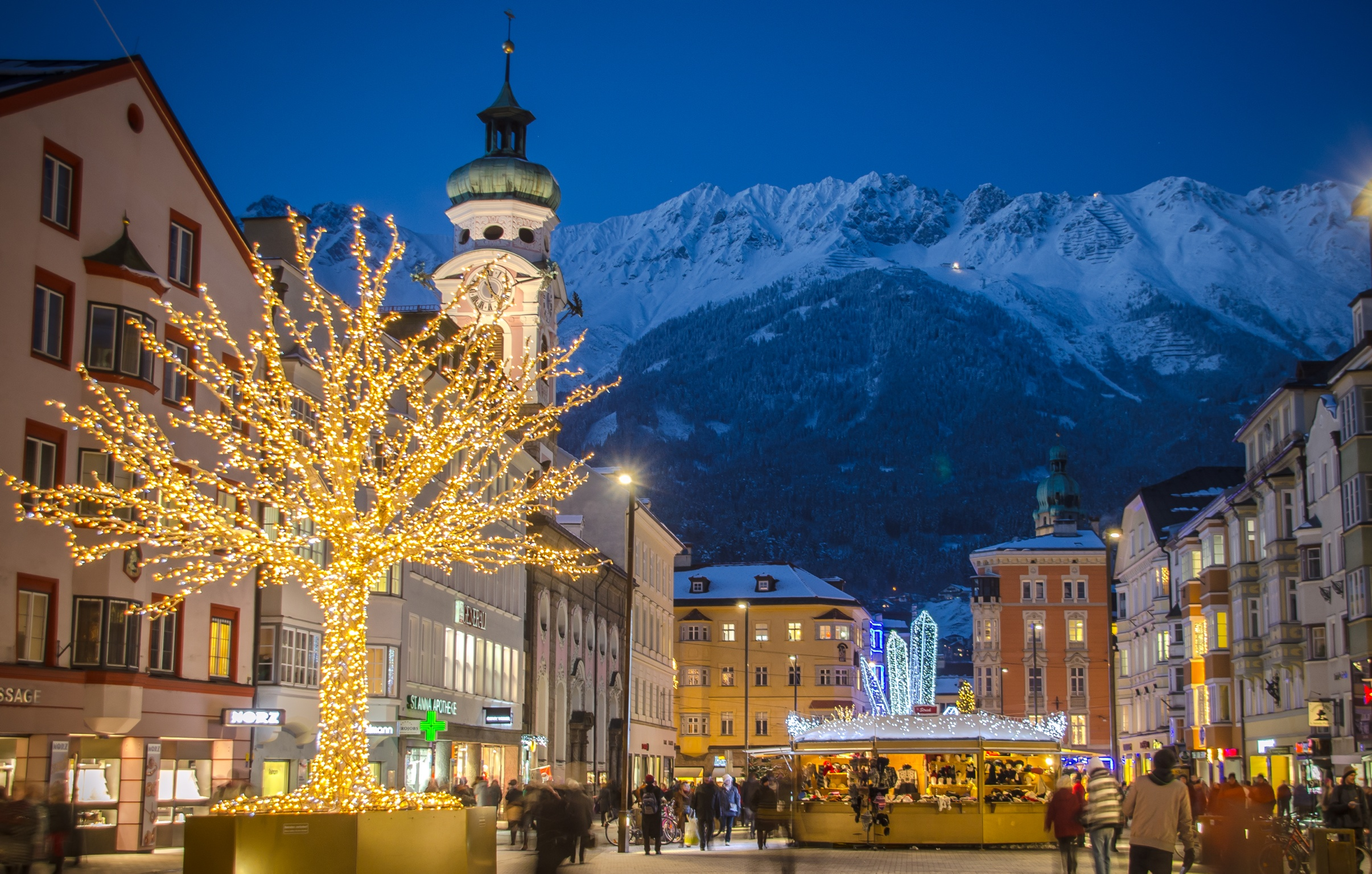
Инсбрук, Тироль

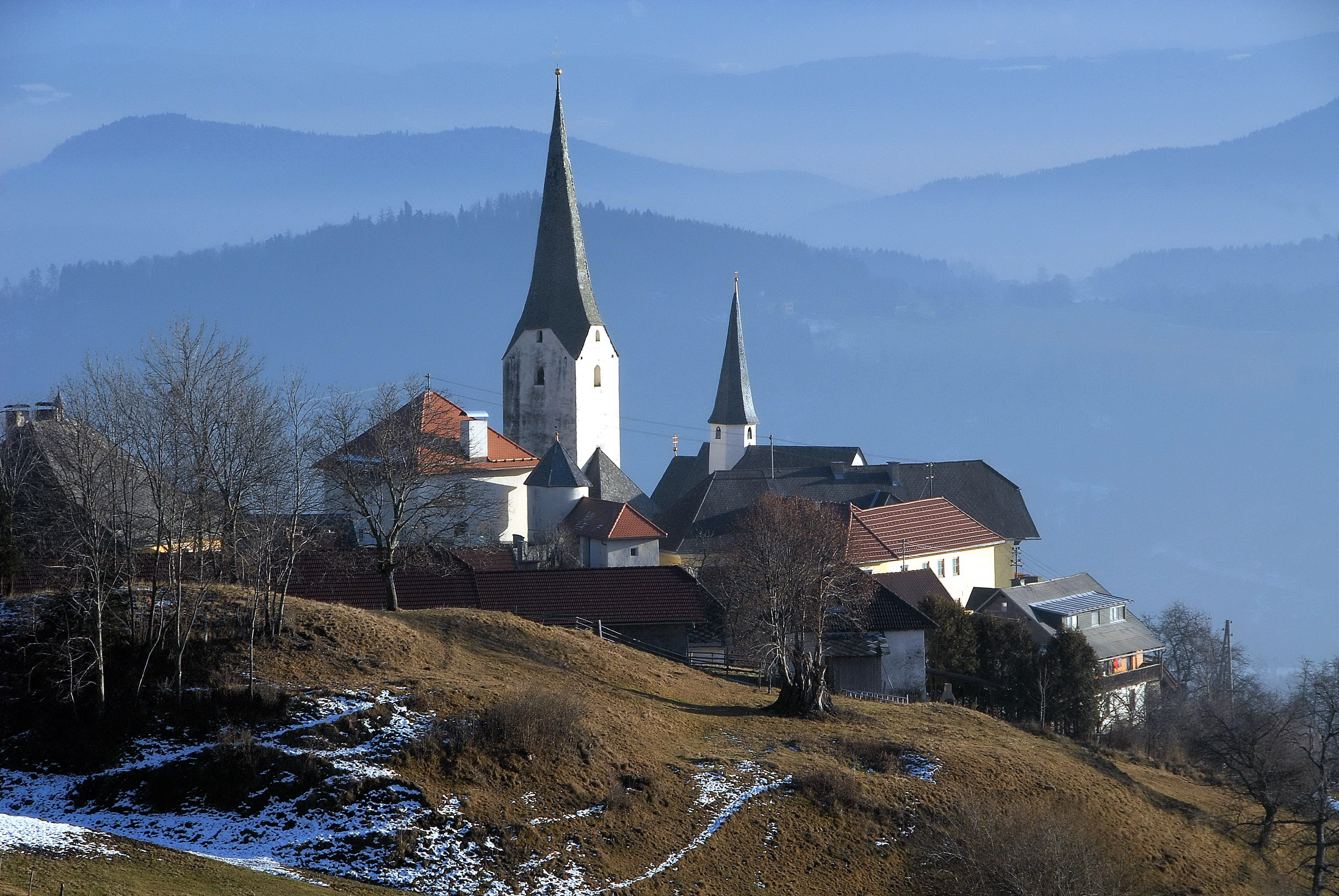
Каринтия

Земли состоят из округов и уставных городов, округа — из общин и городов, столичный и некоторые статуарные города могут также делиться на округа

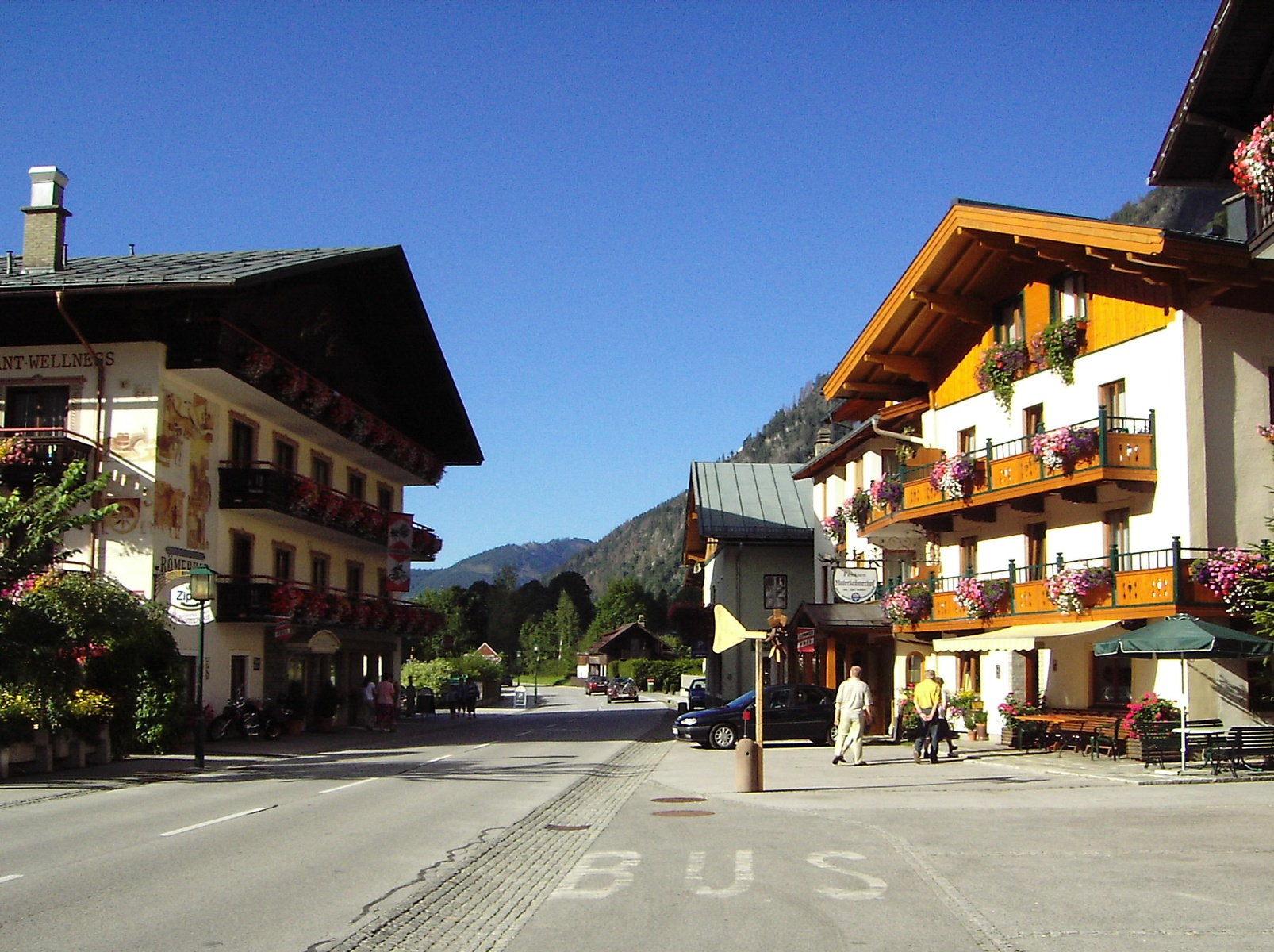
Фуш-ан-дер-Гросглоккнерштрасе в федеральной земле Зальцбург

Законодательные органы земель — земельные собрания, избираемое населением, исполнительные органы земель — земельные правительства, состоящие из земельных губернаторов и земельных советников, избираемое земельным собранием.
Административные органы округов — окружные губернаторства во главе с окружными губернаторами, назначаемые правительством.
Представительные органы городов — общинные советы, избираемые населением, исполнительные органы городов — городские советы (статуарных городов и столицы — сенаты), состоящие из бургомистра и городских советников, избираемые общинным советом, административные органы статуарных городов — магистраты, во главе с директором магистрата, назначаемые правительством.
Представительные органы общин — общинные советы (в Форальберге и Зальцбурге — общинные представительства), избираемые населением, исполнительные органы общин — общинные правления, состоящие из бургомистра и общинных советников, избираемые общинными советами.
Представительные органы городских округов — окружные представительства, избираемые населением, исполнительные органы округов — окружные управления, состоящие из окружных старост и окружных советников, избираемые окружными представительствами.

## Население
| 1960       | 1961       | 1962       | 1963       | 1964       | 1965       | 1966       | 1967       | 1968       | 1969       | 1970       | 1971       |
| ---------- | ---------- | ---------- | ---------- | ---------- | ---------- | ---------- | ---------- | ---------- | ---------- | ---------- | ---------- |
| 7 047 539  | ↗7 086 299 | ↗7 129 864 | ↗7 175 811 | ↗7 223 801 | ↗7 270 889 | ↗7 322 066 | ↗7 376 998 | ↗7 415 403 | ↗7 441 055 | ↗7 467 086 | ↗7 500 482 |
| 1972       | 1973       | 1974       | 1975       | 1976       | 1977       | 1978       | 1979       | 1980       | 1981       | 1982       | 1983       |
| ↗7 544 201 | ↗7 586 115 | ↗7 599 038 | ↘7 578 903 | ↘7 565 525 | ↗7 568 430 | ↘7 562 305 | ↘7 549 425 | ↗7 549 433 | ↗7 568 710 | ↗7 574 140 | ↘7 561 910 |
| 1984       | 1985       | 1986       | 1987       | 1988       | 1989       | 1990       | 1991       | 1992       | 1993       | 1994       | 1995       |
| ↘7 561 434 | ↗7 564 985 | ↗7 569 794 | ↗7 574 586 | ↗7 585 317 | ↗7 619 567 | ↗7 677 850 | ↗7 754 891 | ↗7 840 709 | ↗7 905 633 | ↗7 936 118 | ↗7 948 278 |
| 1996       | 1997       | 1998       | 1999       | 2000       | 2001       | 2002       | 2003       | 2004       | 2005       | 2006       | 2007       |
| ↗7 959 017 | ↗7 968 041 | ↗7 976 789 | ↗7 992 324 | ↗8 011 566 | ↗8 042 293 | ↗8 081 957 | ↗8 121 423 | ↗8 171 966 | ↗8 227 829 | ↗8 268 641 | ↗8 295 487 |
| 2008       | 2009       | 2010       | 2011       | 2012       | 2013       | 2014       | 2017       | 2022       |            |            |            |
| ↗8 321 496 | ↗8 343 323 | ↗8 363 404 | ↗8 391 643 | ↗8 429 991 | ↗8 479 823 | ↗8 572 895 | ↗8 809 212 | ↗8 979 894 |            |            |            |

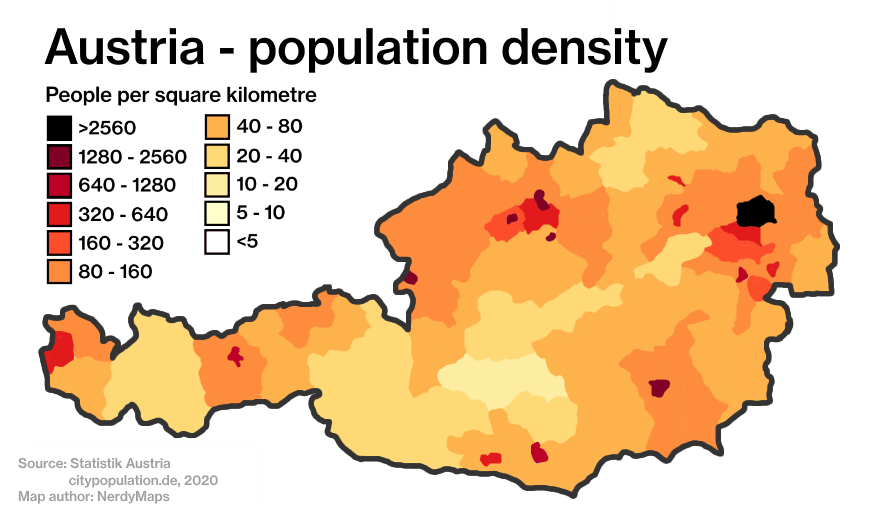
Плотность населения по округам Австрии по состоянию на 2020 год

Возрастно-половая пирамида населения Австрии на 2022 год

Население Австрии — 8 894 380 человек (2019). Согласно данным The World Factbook, этнический состав населения по странам рождения по состоянию на 2018 год: Австрия — 80,8 %, Германия — 2,6 %, Босния и Герцеговина — 1,9 %, Турция — 1,8 %, Сербия — 1,6 %, Румыния — 1,3 %, другие страны — 10 %.
Согласно переписи 2006 года, крупнейшая этническая группа — немецкоязычные австрийцы — составляет 88,6 % населения страны. Кроме того, имеется 6 признанных национальных меньшинств: хорваты, словенцы, чехи, словаки, венгры, цыгане (всего около 300 тыс. человек). Словенцы, хорваты и венгры живут в отдельных районах Штирии, Каринтии и Бургенланда, а в Вене к ним добавляются чехи и евреи-ашкеназы. Многие австрийские граждане считают себя не только австрийцами, но, по происхождению из той или другой земли, также штирийцами, тирольцами и т. д.
В 2015 году 1 813 000 человек являлись иммигрантами 1 и 2 поколения. По состоянию на 2019 год, в Австрии проживало 1,8 миллиона иммигрантов, составлявших 19,9 % населения страны. По состоянию на 2020 год, 6 628 600 человек 75,6 % населения Австрии составляли коренные австрийцы, а более 2 137 800 человек (24,4 % населения Австрии) являлись иммигрантами 1-го и 2-го поколения.
| №  | Название      | Земля           | Население |
| -- | ------------- | --------------- | --------- |
| 1  | Вена          | Вена            | 1 982 097 |
| 2  | Грац          | Штирия          | 298 479   |
| 3  | Линц          | Верхняя Австрия | 210 118   |
| 4  | Зальцбург     | Зальцбург       | 156 619   |
| 5  | Инсбрук       | Тироль          | 131 358   |
| 6  | Клагенфурт    | Каринтия        | 104 332   |
| 7  | Филлах        | Каринтия        | 65 135    |
| 8  | Вельс         | Верхняя Австрия | 64 385    |
| 9  | Санкт-Пёльтен | Нижняя Австрия  | 57 639    |
| 10 | Дорнбирн      | Форарльберг     | 51 222    |

### Языки
Основной официальный язык Австрии — немецкий. Разговорный и официальный язык австрийцев существенно отличается от официального немецкого языка Германии (См. Немецкий язык в Австрии). Разговорные австрийские диалекты близки баварскому диалекту Германии и немецкому языку Швейцарии (Форарльберг).
Согласно данным The World Factbook, языковой состав населения Австрии по состоянию на 2001 год: немецкий — 88,6 %, турецкий — 2,3 %, сербский — 2,2 %, хорватский (официальный в Бургенланде) — 1,6 %, другие (в том числе словенский, официальный в южной Каринтии, и венгерский, официальный в Бургенланде) — 5,3 %.

### Религия
Религия в Австрии на 2021 год
 Католицизм (55,2 %) Православие (4,9 %) Протестантизм (3,8 %) Старокатолицизм (0,1 %) Другие христианские конфессии (4,2 %) Ислам (8,3 %) Буддизм (0,3 %) Индуизм (0,1 %) Иудаизм (0,1 %) Другие религии (0,7 %) Иррелигиозность (22,4 %)

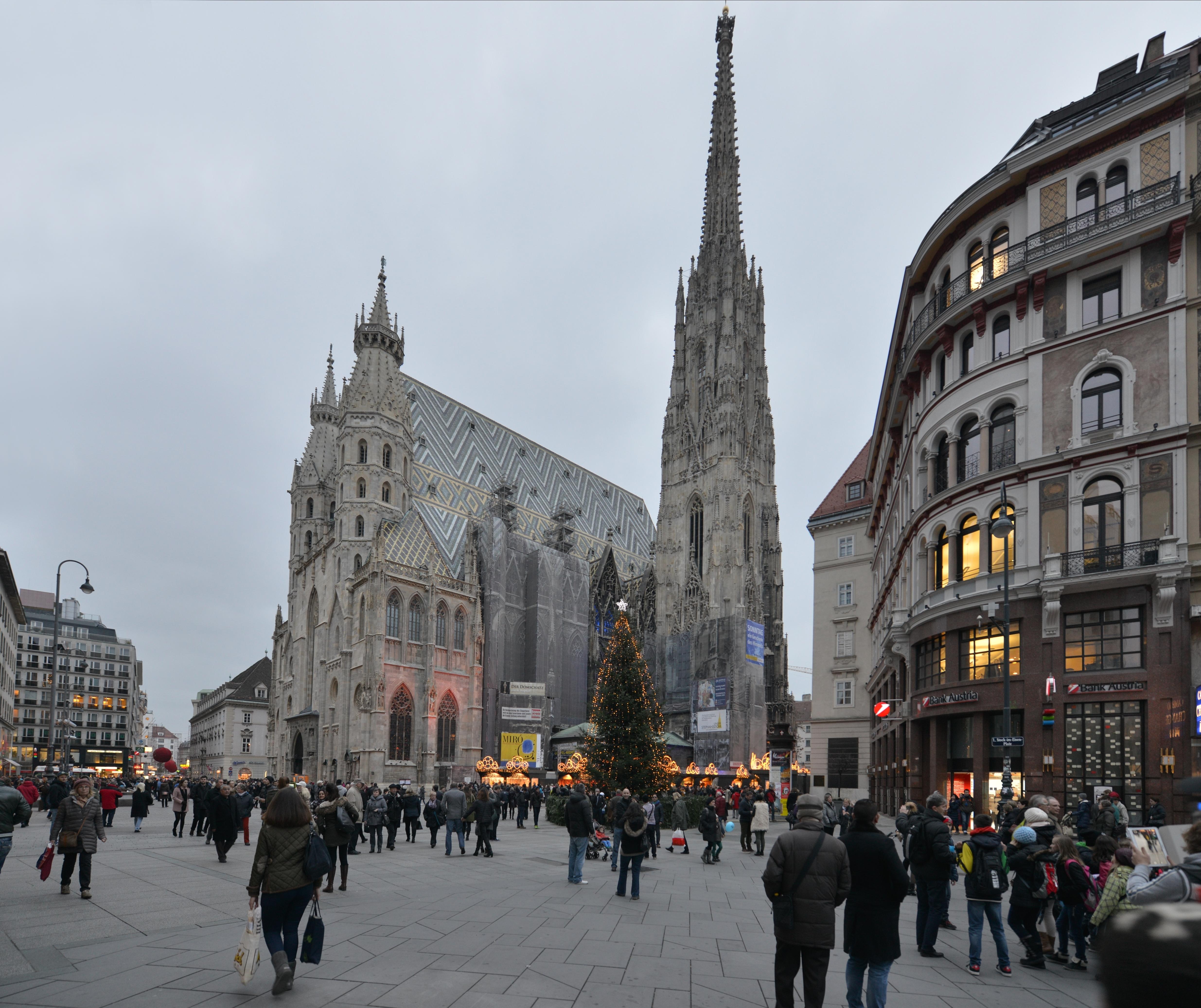
Собор Святого Стефана

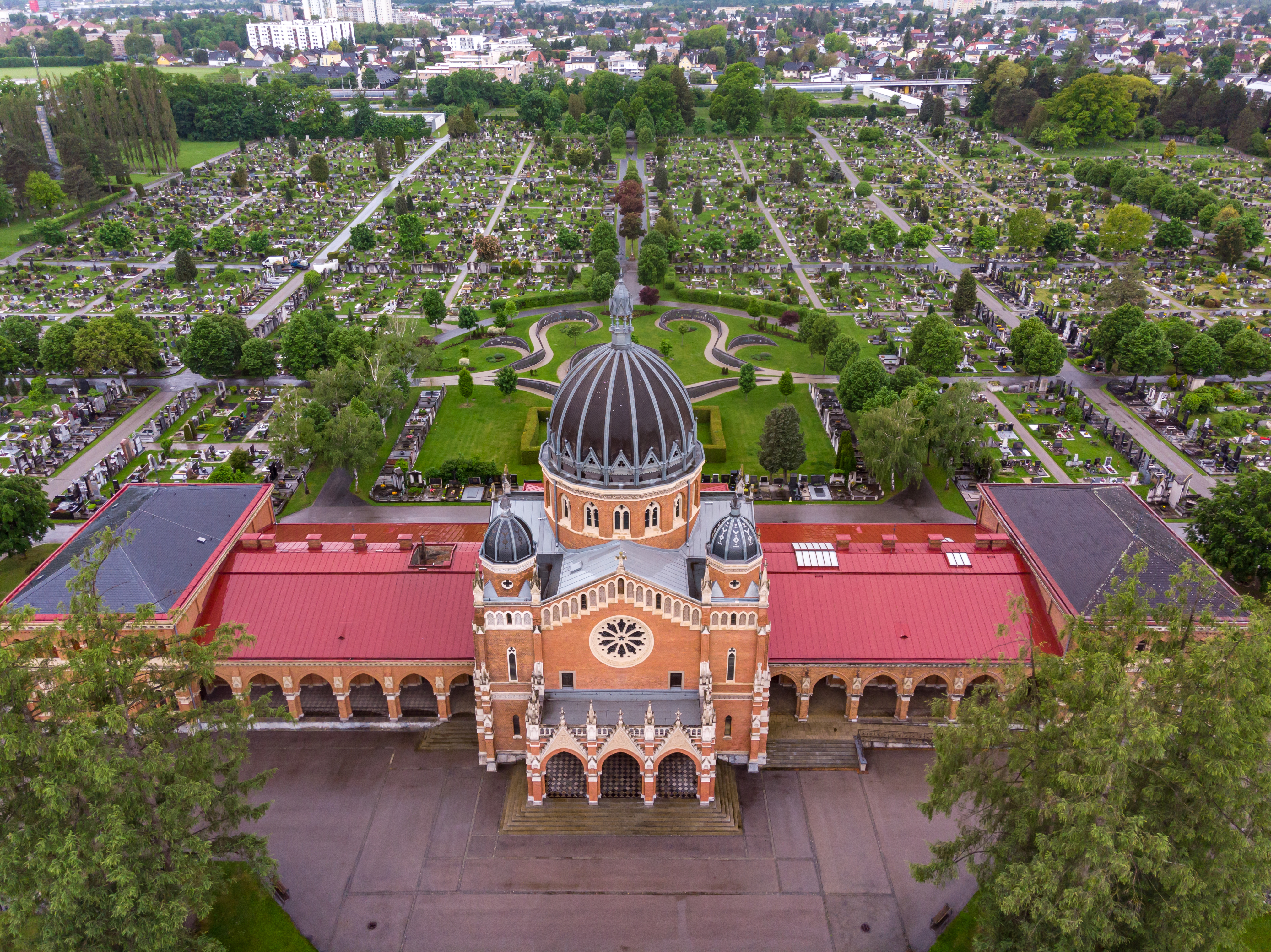
Собор Святых Кирилла и Мефодия

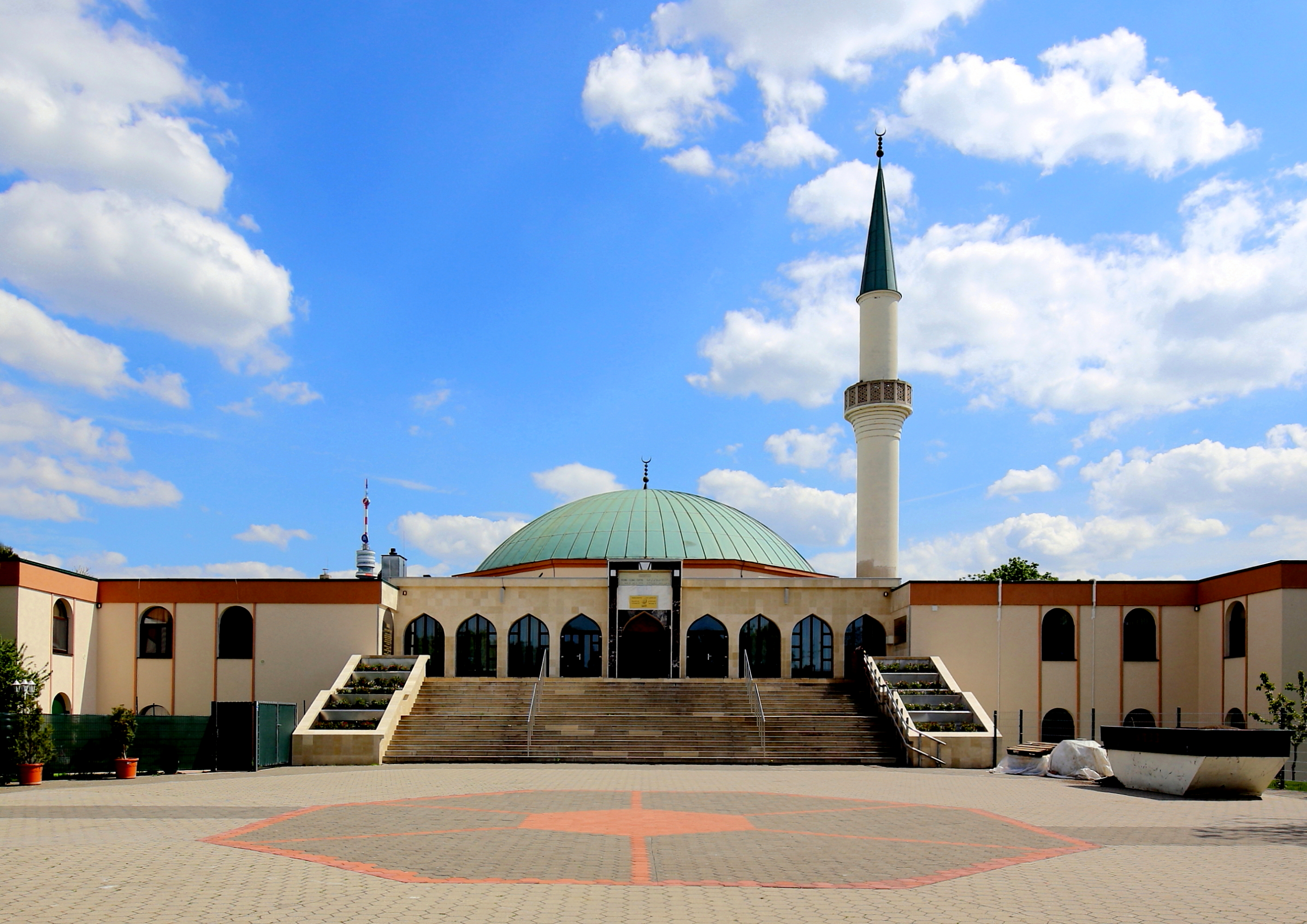
Исламский центр Вены

Население Австрии по вероисповеданию по данным переписи населения Австрии 2021 года: католики — 55,2 %, нерелигиозны — 22,4 %, мусульмане — 8,3 %, православные — 4,9 %, другие христианские конфессии — 4,2 %, протестанты — 3,8 %, другие религии — 0,7 %, буддисты — 0,3 %, старокатолики — 0,1 %, индуисты — 0,1 иудеи — 0,1 %.

#### Религиозные организации
Крупнейшая религиозная организация Австрии — Римско-католическая Церковь. Государство поддерживает Церковь, в стране существует 1 % церковный налог, который обязаны платить все граждане страны (гражданин освобождается от уплаты налога по письменному заявлению об отказе от католичества). Римско-католическая Церковь в 2000 году имела 5 651 479 приверженцев (72,1 % населения). Католицизм представлен епархиями объединёнными в Конференцию католических епископов Австрии:
- Церковной провинцией Вены, состоящей из
  - Архиепархии Вены;
  - Епархии Айзенштадта;
  - Епархии Линца;
  - Епархии Санкт-Пёльтена.
- Церковной провинцией Зальцбурга, состоящей из
  - Архиепархии Зальцбурга;
  - Епархии Фельдкирха;
  - Епархии Грац-Зеккау;
  - Епархии Гурка;
  - Епархии Инсбрука.
- Военным ординариатом Австрии;
- Ординариатом для греко-католиков в Австрии (5 тыс. греко-католиков (2000 год))

Существует также Старокатолическая церковь Австрии, 4 общины которой действуют в Вене, 1 в Кремсе, 1 в Граце, 1 в Линце, 1 в Риде, 1 Клагенфурте, 1 в Зальцбурге, 1 в Инсбруке.
Протестантизм представлен:
- Евангелическая церковь Аугсбургского и Гельветского исповедания Австрии[24] — объединяет лютеран и кальвинистов;
- Меннонитская свободная церковь Австрии[нем.] — объединяет большинство меннонитов (8 общин меннонитов с 360 верующими);
- Союз баптистских общин Австрии[нем.] — объединяет большинство баптистов (19 общин баптистов с 1130 активными приверженцами (2000 год; общее число баптистов в 1,5—2 раза больше));
- Австрийская уния Церкви адвентистов седьмого дня (47 общин адвентистов седьмого дня с 3596 верующими);
- Свободная христианская община — Пятидесятническая община Австрии[нем.] — объединяет большинство пятидесятников. Около половины пятидесятников Австрии (17 тыс.[25]) не являются гражданами этой страны и посещают эмигрантские общины (в первую очередь румынские, а также филиппинские, бразильские, нигерийские, корейские и др.).

Православие представлено:
- Австрийской митрополией Константинопольской православной церкви;
- Венской и Австрийской епархией Русской православной церкви;
- Австрийско-Швейцарской епархией Сербской православной церкви.

По собственным данным соответствующих организаций в Австрии имеются 299 общин свидетелей Иеговы с 33 099 посетившими их собрания свидетелей в 1999 году (из них крещены по обряду свидетелей Иеговы 20 577), 3889 мормонов (2000 год).

## Экономика и финансы

### Общее состояние, основные показатели
Австрия — высокоразвитое постиндустриальное государство. Страна относится к числу наиболее развитых государств Европы. ВВП на душу населения в 2002 году составил 24,7 тыс. евро (в ценах 1995). Этот показатель постоянно растёт (в 1990 году он равнялся 20,1 тыс., в 1995 году — 21,4 тыс. евро), а по текущим ценам и по паритету покупательской способности в 2001 — 28,2 тыс. долларов (при среднем по ЕС 25,5 тыс.). Тем самым Австрия опережала Швецию, Великобританию, Италию, Францию, Германию, а уступала лишь Дании, Нидерландам, Ирландии и Люксембургу. По состоянию 2017 года средний размер оплаты труда в Австрии составляет 2688 евро (брутто) и 1848 евро (нетто) в месяц.
Денежная единица — евро (разменная монета — евроцент), до 2002 года — австрийский шиллинг (разменная монета — австрийский грош), эмиссию осуществляет Национальный банк Австрии. В Австрии 9 земельных энергетических компаний — Wien Energie, EVN AG, Energie AG Oberösterreich, Burgenländische Elektrizitätswirtschafts Aktiengesellschaft, Kärntner Elektrizitäts-Aktiengesellschaft, Energie Steiermark, Salzburg AG für Energie, Verkehr und Telekommunikation, Tiroler Wasserkraft AG и Vorarlberger Kraftwerke. Крупнейшая нефтяная компания — OMV. Государственные пакеты акций в промышленности управляются — ÖIAG. Оператор железнодорожных перевозок — Австрийская федеральная железная дорога (протяжённость железных дорог составляет свыше 6000 км), оператор междугородных автобусных перевозок — Bundesbus, оператор авиаперевозок — Austrian Airlines, аэропорты: Венский, Грацский, Линцский, Инсбрукский и Зальцбургский. Функционируют трамвайные системы: Венский трамвай, Гмунденский трамвай, Грацский трамвай, Инсбрукский трамвай и Линцский трамвай. Существовавшая зальцбургская трамвайная система, закрыта. Провайдер почтовой связи — Österreichische Post, крупнейший провайдер телефонной связи и Интернета — A1 Telekom Austria.
Преимущества:
- широкая производственная база;
- сильная промышленность (химическая и нефтехимическая, электротехника, текстильная промышленность, деревообработка);
- квалифицированная рабочая сила;
- туризм — важный источник привлечения средств из-за рубежа.

Слабые стороны:
- зависимость от импортируемого сырья, в первую очередь нефти и газа;
- задержка в переходе к усилению конкуренции.

Объём ВВП в текущих ценах в 2010 году составил 284 млрд евро. ВВП на душу населения составил в 2010 году 33 850 евро. Производство ВВП на 1 занятого в 2010 (производительность труда) — 77,6 тыс. евро.
Австрийская экономика отличается сравнительно низким уровнем инфляции (в 2002 году — 1,8 %) и безработицы (в 2000 — 3,7 % от числа трудоспособного населения, в 2002 — 4,3 %). Индекс потребительских цен в 2002 к 1996 году составил 108,8, тогда как в ЕС в целом — 110,8.
Примерно 2,2 % ВВП производится в сельском и лесном хозяйстве, 32,3 % — в промышленности, энергетическом хозяйстве и строительстве, 65,5 % — в сфере услуг, торговле, на транспорте и в связи, в банковской и страховой системе. Одна третья часть объёма промышленного производства приходится на государственный сектор экономики.
Тем не менее, в австрийской экономике существует ряд проблем, связанных с европейской интеграцией. Особое беспокойство вызывает агропромышленный сектор в связи с новыми условиями конкурентной борьбы, диктуемыми странами единой Европы. Политика цен и квотирования ЕС способствует болезненной трансформации сельского хозяйства, что вызывает всё более жёсткое противодействие со стороны австрийских фермеров. В результате курса Австрии в рамках единой сельскохозяйственной политики ЕС нерентабельными оказались 69 % всех сельскохозяйственных угодий.
Общий объём накопленных прямых иностранных инвестиций в Австрии по состоянию на конец 2001 года оценивался в 23-24 млрд евро. Из них около 45 % приходится на ФРГ, 28 % — на другие страны ЕС, 12 % — на Швейцарию и Лихтенштейн, 7 % — на США и Канаду и 8 % — на прочие страны.
Привлекая иностранные инвестиции и сотрудничая с зарубежными партнёрами, австрийские компании формируют важнейшие технологические отрасли, которые практически отсутствовали в экономике страны (телекоммуникационное оборудование).

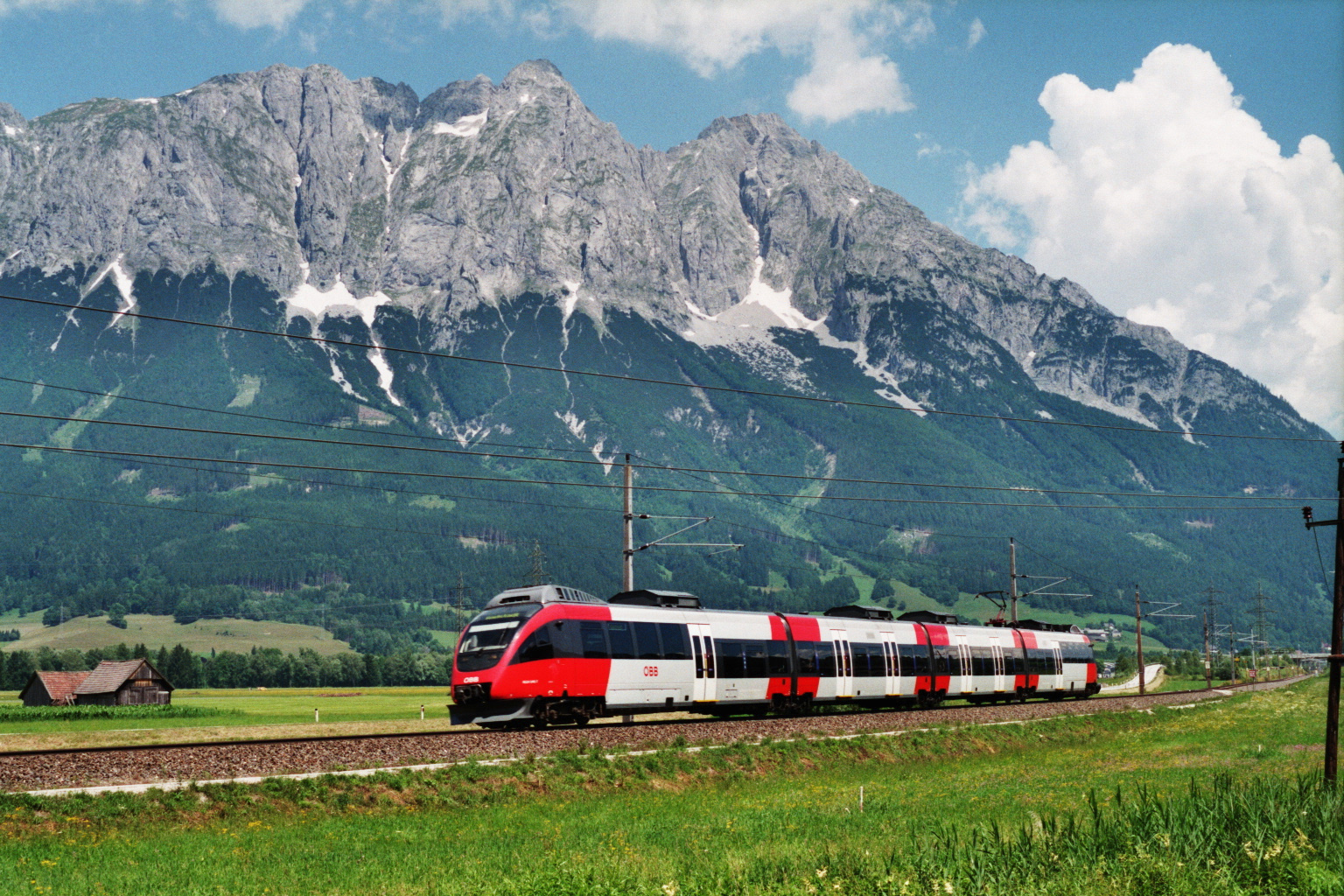
Bombardier Talent в Альпах, в долине реки Энс

## Культура
Во всех крупных городах страны есть свои театры. Венская государственная опера была открыта 25 мая 1869 года. Ею руководили Г. Малер, Р. Штраус, К. Бём, Г. фон Караян. В течение всего года в различных городах Австрии (в первую очередь в Вене и Зальцбурге) проходят музыкальные фестивали. Другие известные театры Вены: Бургтеатр и Фольксопер.

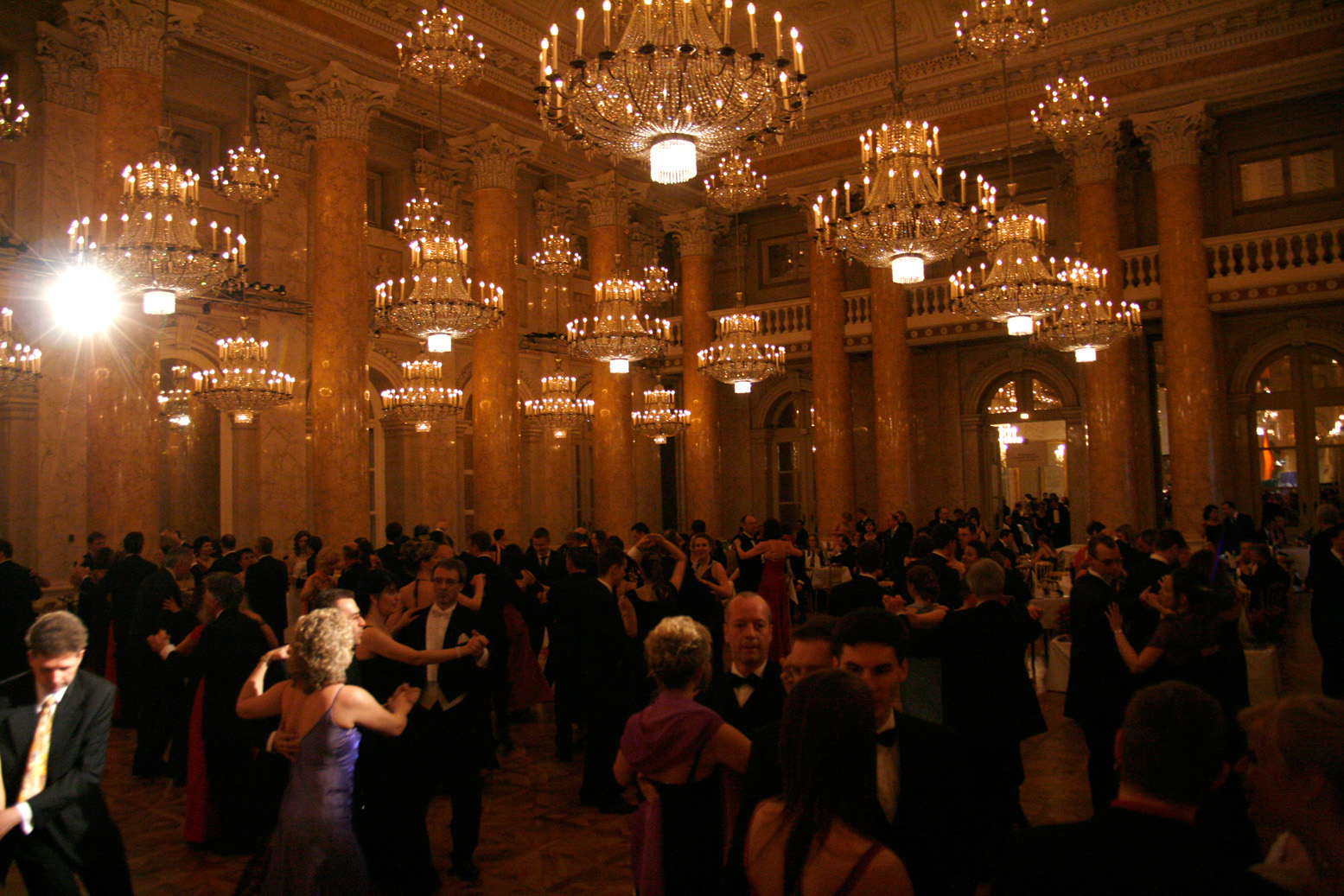
Бал в одном из залов Хофбурга

Самые известные музеи страны: культурно-исторический (Вена), художественно-исторический, естественно-исторический, исторический музей Вены, музей Альбертина. Многочисленные дома-музеи, связанные с жизнью и деятельностью великих людей: В. Моцарта, Л. Бетховена, Й. Гайдна, Ф. Шуберта, И. Штрауса, И. Кальмана.
Главный национальный праздник 26 октября — день принятия закона о постоянном нейтралитете (1955).

### Образование
Законодательная основа начального и среднего образования в Австрии определена в 1962 году. Федеральное министерство образования отвечает за финансирование и контроль над начальным, средним и, начиная с 2000 года, высшим образованием. Управление начальным и средним образованием осуществляется на уровне соответствующих органов земель.
Детские сады в большинстве земель бесплатные. Родители могут отдавать своих детей по желанию в данное учреждение в возрасте от 3 до 6 лет. Максимальная численность группы составляет около 30 человек, каждая группа обычно находится на попечении одного квалифицированного воспитателя и одного помощника.
Начальное образование длится в течение 4 лет, начиная с шести лет. Как правило, в течение этого времени класс ведёт один педагог для того, чтобы выработать стабильную связь между учителем и учеником, которая считается важной для детского благополучия. Уроки начинаются в 8 утра и длятся до полудня с почасовыми 5- или 10-минутными перерывами. В школе дети ежедневно получают домашнее задание.
Общественное школьное образование в Австрии бесплатно и обязательное. Основная школа: 2 ступени, до 9 класса. Затем высшие средние школы предлагают студентам различные программы профессионального образования и университетские подготовительные курсы — дополнительные 4 года обучения.
Университеты обладают высокой степенью свободы и предлагают широкий выбор образовательных программ. Обучение в университетах было бесплатным до 2001 года, в этот год началась аккредитация частных университетов. Крупнейшие университеты: Венский (старейший университет Австрии, основан в 1367 году), Венский экономический университет, Грацский, Инсбрукский, Зальцбургский университеты. С 2009 года любое обучение в государственных университетах для граждан-нерезидентов ЕС платное. В соответствии с законом о высшем образовании от 24 сентября 2008 года действуют следующие тарифы на обучение в государственных университетах:
- Стоимость обучения в семестр: € 363,36, для граждан третьих стран € 726,72 (на 2021 год);
- Отчисления в студенческую организацию ÖH: € 20,20 (на 2021 год).

От оплаты освобождаются студенты с долгосрочной визой и студенты Венского университета, являющиеся гражданами Азербайджана, Армении, Беларуси, Грузии, Казахстана, Молдовы, Таджикистана, Украины и Узбекистана.

### Наука
Австрия подарила миру большое число знаменитых учёных, среди которых известные умы XIX века Людвиг Больцман, Эрнст Мах, Виктор Франц Гесс и Кристиан Доплер. В 1920—1930-х годах вклад Лизы Мейтнер, Эрвина Шрёдингера и Вольфганга Паули, стал ключевым в развитии атомной физики и квантовой механики. Современный физик Антон Цайлингер был первым, кому удалось реализовать эффект квантовой телепортации.
Кроме физиков, в стране родились два крупнейших философа XX века Людвиг Витгенштейн и Карл Поппер. Биологи Грегор Мендель и Конрад Лоренц, математик Курт Гёдель, конструкторы Фердинанд Порше и Зигфрид Маркус также были австрийцами.
Начиная с известного средневекового учёного Парацельса, основными направлениями исследований австрийских учёных были медицина и, с XIX века, ещё и психология. Такие выдающиеся врачи, как Теодор Бильрот, Клеменс Пирке и Антон Эйсельсберг были представителями Венской медицинской школы в XIX веке. Также широко известны австрийские психологи Зигмунд Фрейд, Альфред Адлер, Пауль Вацлавик, Ганс Аспергер и психиатр Виктор Франкл.
В развитие Австрийской школы экономики, которая является одним из конкурирующих направлений современной экономической теории, сделали вклад такие экономисты, как Йозеф Шумпетер, Эйген фон Бём-Баверк, Людвиг фон Мизес, Фридрих фон Хайек.
В настоящее время фундаментальными исследованиями занимается Австрийская академия наук, основанная в 1847 году. В её состав входят институт сравнительного исследования поведения имени К. Лоренца, международный институт прикладного системного анализа и другие. Всего в Австрии около 2200 научных учреждений, в которых работает примерно 25 тыс. человек. Государство активно участвует в международной научной кооперации, на её счёту более чем 1000 исследовательских проектов рамочной программы ЕС.

### Изобразительное искусство

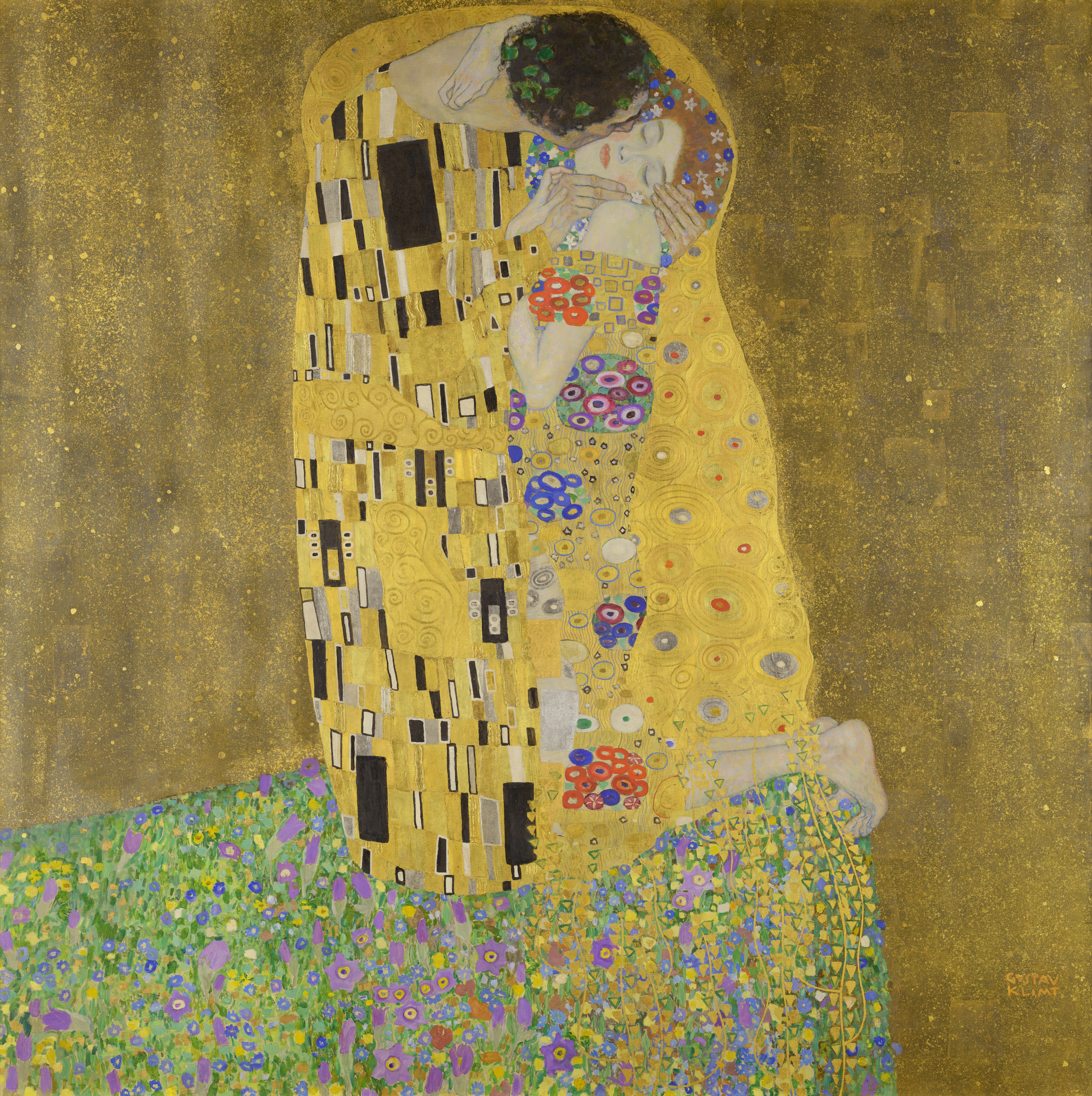
«Поцелуй» Густава Климта — одно из самых известных произведений австрийской живописи

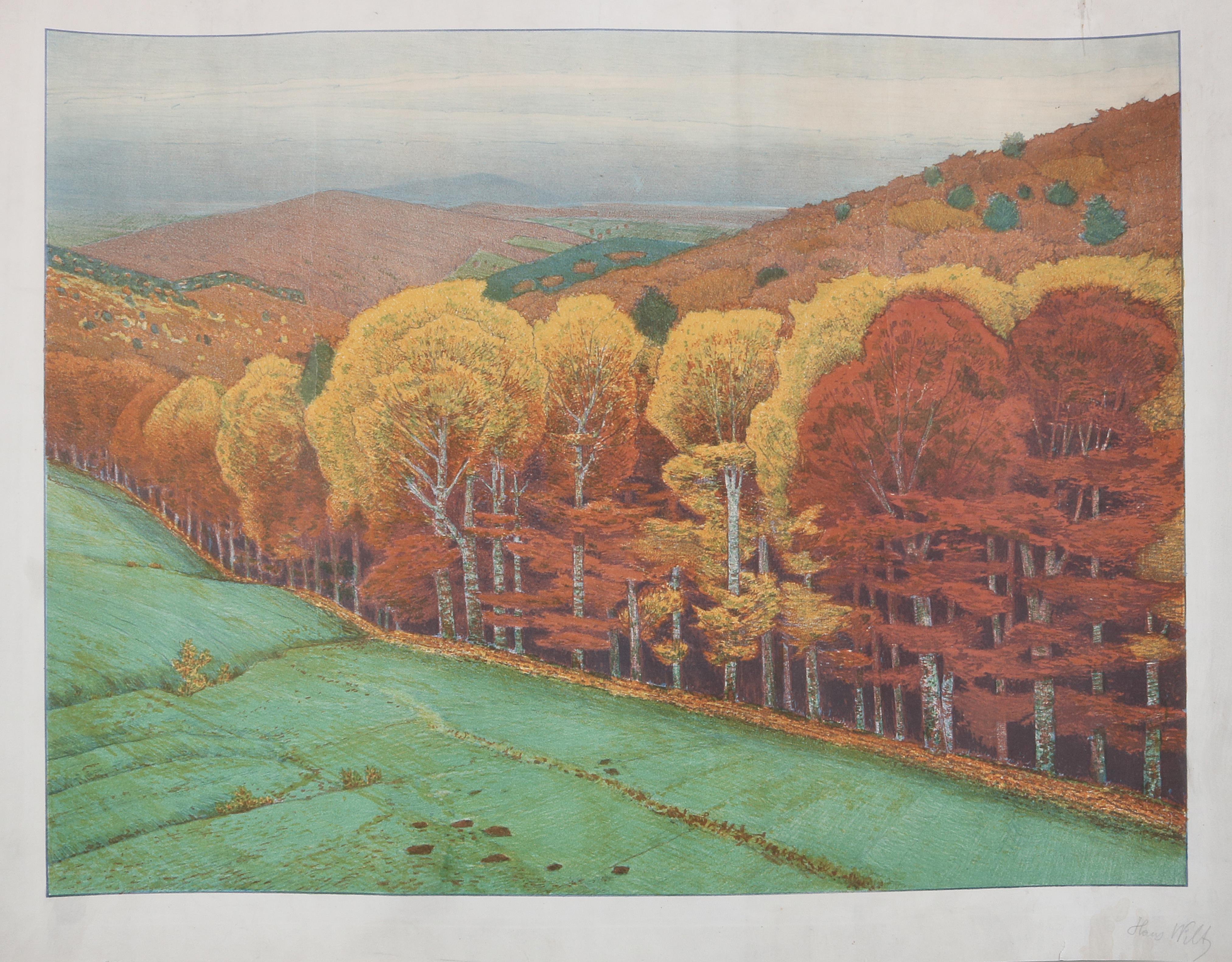
Ханс Вильт, «Осенний лес»

Австрийское искусство до XVIII века редко отделяется от немецкого, тем более что в Австрийскую империю входила высокоразвитая Богемия. В XVIII веке в Австрии доминирует барокко, известными представителями которого были Иоганн Михаэль Роттмайр, Мартин ван Майтенс и Франц Антон Маульберч. В первой половине XIX века широкую популярность в Европе получили портреты и пейзажи Фердинанда Георга Вальдмюллера, представителя стиля бидермайер. Позже выделяются пейзажи Адальберта Штифтера и исторические полотна Ханса Макарта.
Тем не менее, всемирную известность австрийское искусство получило на рубеже XX века, когда Вена, отчасти благодаря деятельности венского сецессиона, стала одним из основных центров югендштиля. Три величайших австрийских художника этого периода: Густав Климт (модерн, югендштиль), Эгон Шиле и Оскар Кокошка (экспрессионизм), каждый из которых открыл новое направление в изобразительном искусстве.
После аншлюса в 1938 году их творчество, наряду с другими художниками начала XX века, было объявлено дегенеративным и подверглось преследованиям. Широко известны другие австрийские художники первой половины XX века, например, Коломан Мозер и Альбин Эггер-Линц, скульптор Фриц Вотруба.
Во второй половине XX века появилась венская школа фантастического реализма (близкая сюрреализму). Её основателем был Альберт Пэрис Гютерсло, а одним из наиболее ярких представителей — Эдгар Энде. Среди современных художников выделяют Готфрида Хельнвайна и Арнульфа Райнера. Широко известно творчество Фриденсрайха Хундертвассера с его абстрактными декоративными произведениями. Хундертвассер также внёс значительный вклад в архитектуру, декорировав в яркие цвета множество самых обыденных зданий.

### Музыка

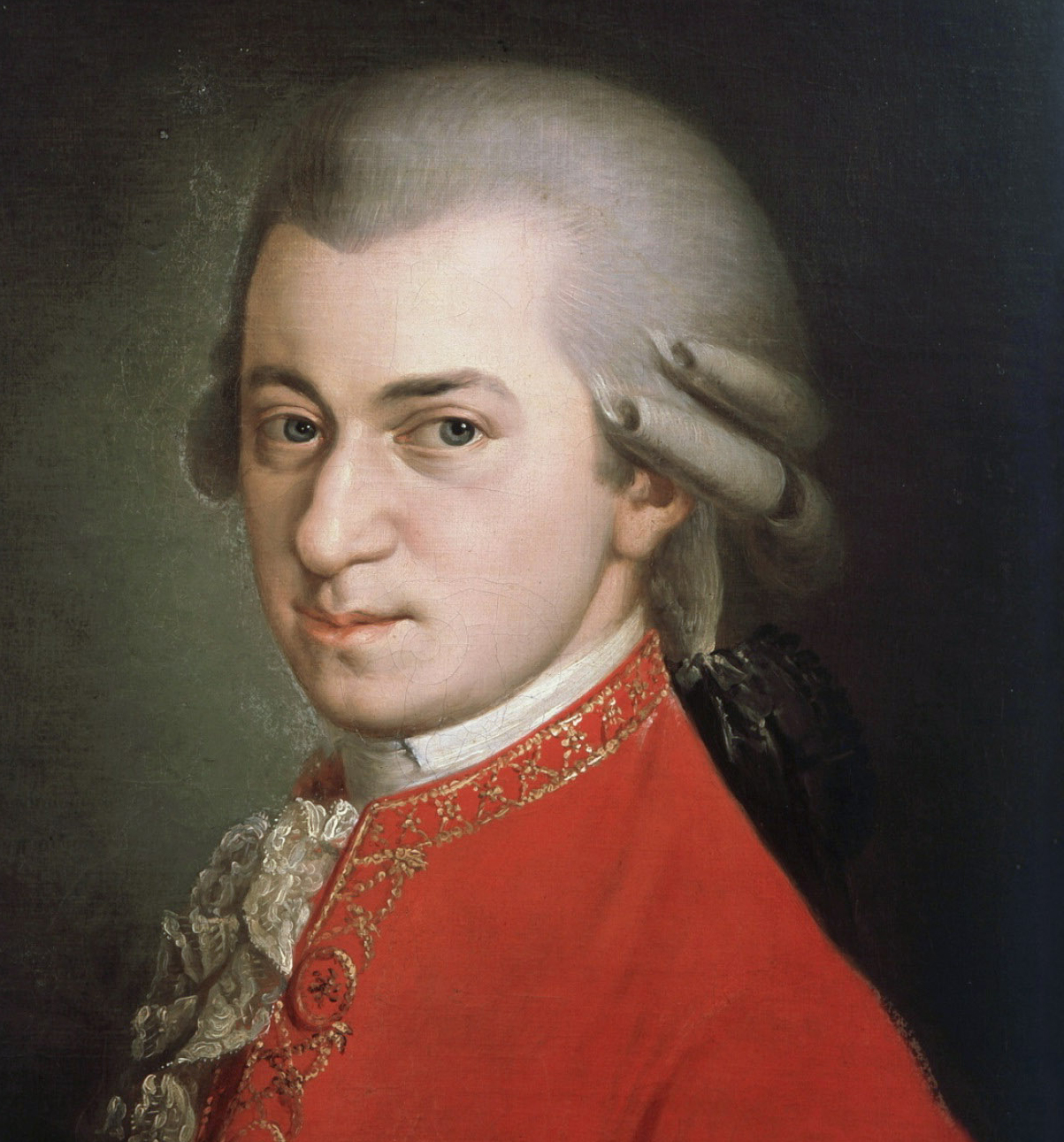
Во́льфганг Амаде́й Мо́царт

Австрия является родиной многих известных композиторов, таких как Вольфганг Амадей Моцарт, Йозеф Гайдн, Михаэль Гайдн, Франц Шуберт, Антон Брукнер, Иоганн Штраус-старший, Иоганн Штраус-младший и Густав Малер. Также известны участники второй венской школы, такие как Арнольд Шёнберг, Антон Веберн и Альбан Берг. Большая часть карьеры Моцарта прошла в Вене. Композитор Людвиг ван Бетховен провёл большую часть своей жизни в этом городе.
Действующий национальный гимн Австрии был написан Моцартом и выбран после Второй мировой войны, заменив предыдущий гимн, написанный Йозефом Гайдном.
Страна также является родиной заметного джазового музыканта, клавишника Йозефа Завинула.
Поп-и рок-музыкант Фалько, всемирно известный в 1980-х, тоже был австрийцем. Его прославила песня Rock Me Amadeus, посвящённая Моцарту.
В 2014 году уроженец Австрии Том Нойвирт под женским альтер эго Кончита Вурст стал победителем Евровидения.

### Балет
Балетное искусство в Австрии зародилось в XVI веке, когда устраивались придворные представления с танцами. Первыми танцмейстерами при венском дворе были итальянцы Мимиха Ляляковичи и Ч. Негри, а также К. Беккариа, С. и Д. Вентура. Ставились конные балеты, маскарады, танцы включались в драматические и оперные спектакли. Одновременно бродячие труппы развивали традиции народного танца. С середины XVII века музыку ко многим танцевальным представлениям писал композитор Й. Шмельцер. В 1670-х годах в венской придворной труппе, которую возглавлял композитор А. Драги, появились профессиональные танцовщики.
В начале XX века распространился ритмопластический танец, который приобрёл здесь свои национальные формы, в частности в искусстве сестёр Визенталь, исполнявших вальсы. В числе представителей этого направления также названы Г. Боденвизер, Р. Хладек. В 1920—1930-х годах в Венской государственной опере работали балетмейстеры Г. Крёллер, М. Вальман, поставившая популярный балет «Австрийская крестьянская свадьба». В. Френцль, возобновлявший традиционные венские балеты. Наиболее известные артисты той эпохи Г. Пихлер, Х. Пфундмайр, М. Бухингер, Р. Раб, А. Краузенекер, представители семейств Френцль и Биркмайер.
В 1942—1958 годах балетмейстером Венской государственной оперы была Э. Ханка. Под её руководством труппа пережила трудности военных лет. Она сформировала репертуар первого послевоенного десятилетия, куда вошли главным образом её постановки: свыше 60 балетов многие с музыкой австрийских и немецких композиторов «Жоан из Цариссы» Эгка, «Венецианский мавр» Блахера, «Отель „Захер“» Хельмесбергера в обработке Шёнхерра и «Медуза» фон Эйнема.
В 1940—1950-х годах ведущими были танцовщицы Ю. Драпаль, Л. Темплер, Э. Брекснер, Л. Бройер, М. Бауэр, танцовщик Р. Новотни. Труппу Венской государственной оперы возглавляли Д. Парлич (1958—1961), А. Миллош (1963—1966 и 1971—1974) и В. Орликовский (1966—71). В Вене балеты также ставятся в театре «Фольксопер» (в 1955—1972 годах главный балетмейстер Д. Лука) и в Театр ан дер Вин (в 1967—1974 годах балетмейстер А. Миттерхубер). Балетные труппы работают также в городах Граце, Линце, Клагенфурте, Зальцбурге и др. Основная балетная школа функционирует при Венской государственной опере (с 1760-х годов). Свою школу имела также Лука. В Лаксенбурге под руководством Р. Хладек действует филиал танцевальной школы Э. Жака-Далькроза.
В числе исследователей балета Ф. Дерра де Морода, автор книг и учебников о танце (в 1952—1967 годах имела свою школу), среди критиков Г. Бруннер, Л. Г. Шюллер, А. Оберхаузер.

### Театр
C XI—XII веков в австрийских монастырях и аббатствах ставились мистерии и литургические драмы. Австрийский театр начал своё становление в XVI веке со времени образования многонационального австрийского государства. В XVI веке по Австрии передвигались бесчисленные бродячие театральные труппы, исполняющие комические сценки, акробатические и танцевальные номера. Сценки для номеров артистов были написаны В. Шмельцлем.
На рубеже XVI и XVII веков возникли театры при иезуитских коллегиях, пропагандирующих покорность церкви и императору. В постановках часто использовалась техника итальянского театра. В XVII веке огромное влияние на австрийский театр оказало искусство Италии. Сценарии итальянских мастеров помогали совершенствовать творения актёров бродячих театров.
Спектакль «Побеждающее благочестие» Аванцинуса был представлен в Вене в 1659 году. Спектакль отличался обилием внешних эффектов и красочностью зрелища. В 1712 году, в Вене был создан первый стационарный театр. Для постановки спектаклей использовался опыт немецкого народного театра и итальянской комедии, закрепив на сцене принцип импровизации.
В конце XVIII века в предместьях Вены открывались новые театры: Леопольдштадттеатр в 1781 году, Йозефштадттеатр в 1788, Виденертеатр в 1787. В этих театрах ставились оперы В. А. Моцарта и И. Гайдна, рыцарские драмы, детские балеты. В 1741 в Вене открылся королевский придворный театр, получивший название «Бургтеатр».
В начале XIX века началось развитие театров в маленьких городках Австрии. Огромный вклад в это внесли Ф. Раймунд и И. Нестрой. Они создали свой собственный жанр национальной комедии и стали дальше продвигать развитие традиций демократического театра.
В 1920-е годы в творческой деятельности Бургтеатра произошёл подъём. Театром руководил актёр и режиссёр А. Хейне. В период гитлеровской оккупации бывшие деятели австрийской культуры подвергались гонениям; большинство театров было закрыто и разрушено. После освобождения Австрии советскими войсками началась борьба за культурную независимость. В большинстве театров ставятся произведения зарубежной классики, в том числе русской. В Бургтеатре были поставлены «Горе от ума», «Калипсо», «Егор Булычов и другие», «Натан Мудрый».

### Кино
В 2009 году в Вене проходил фестиваль российского кино «Дни российского кино в Австрии и Словакии». Президент фонда «Золотой Витязь» Николай Бурляев возглавлял российскую делегацию. В Вене были представлены фильмы «Иваново детство», «Андрей Рублёв», «Лермонтов», а также состоялись творческие тематические встречи.

### Архитектура

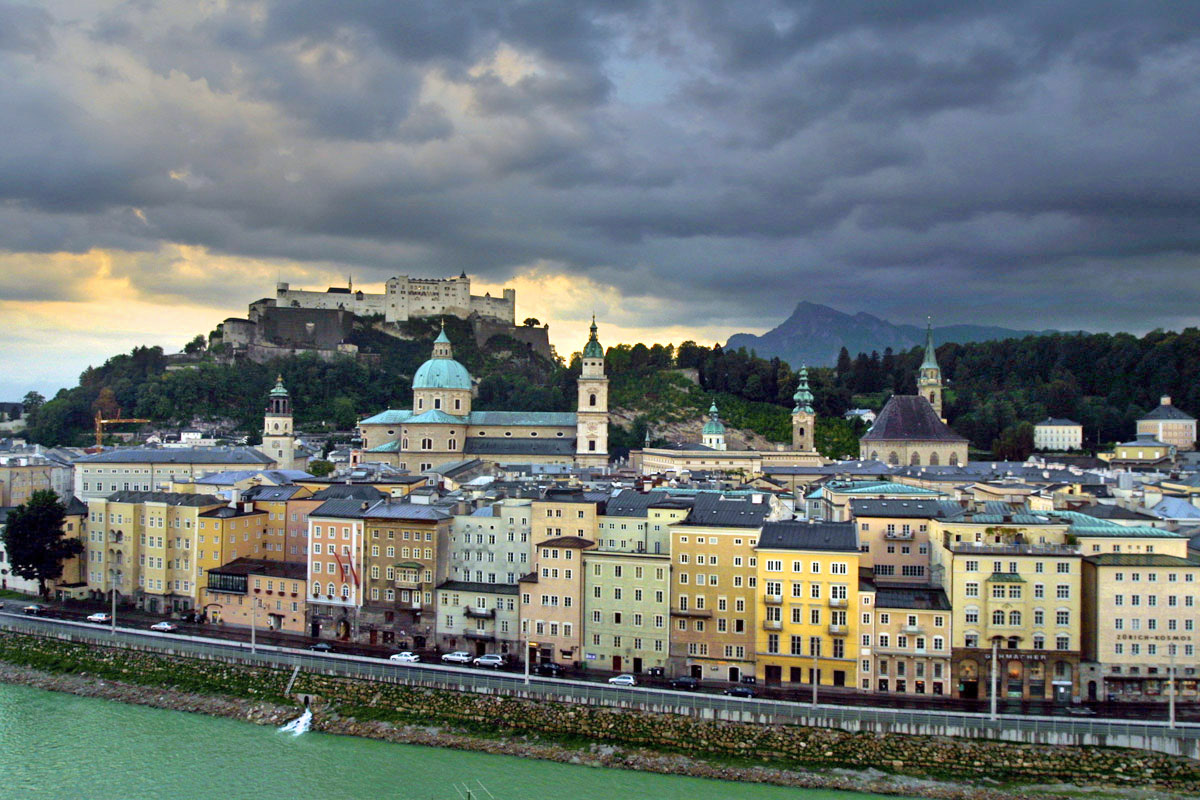
Старый город и Хоэнзальцбург, Зальцбург

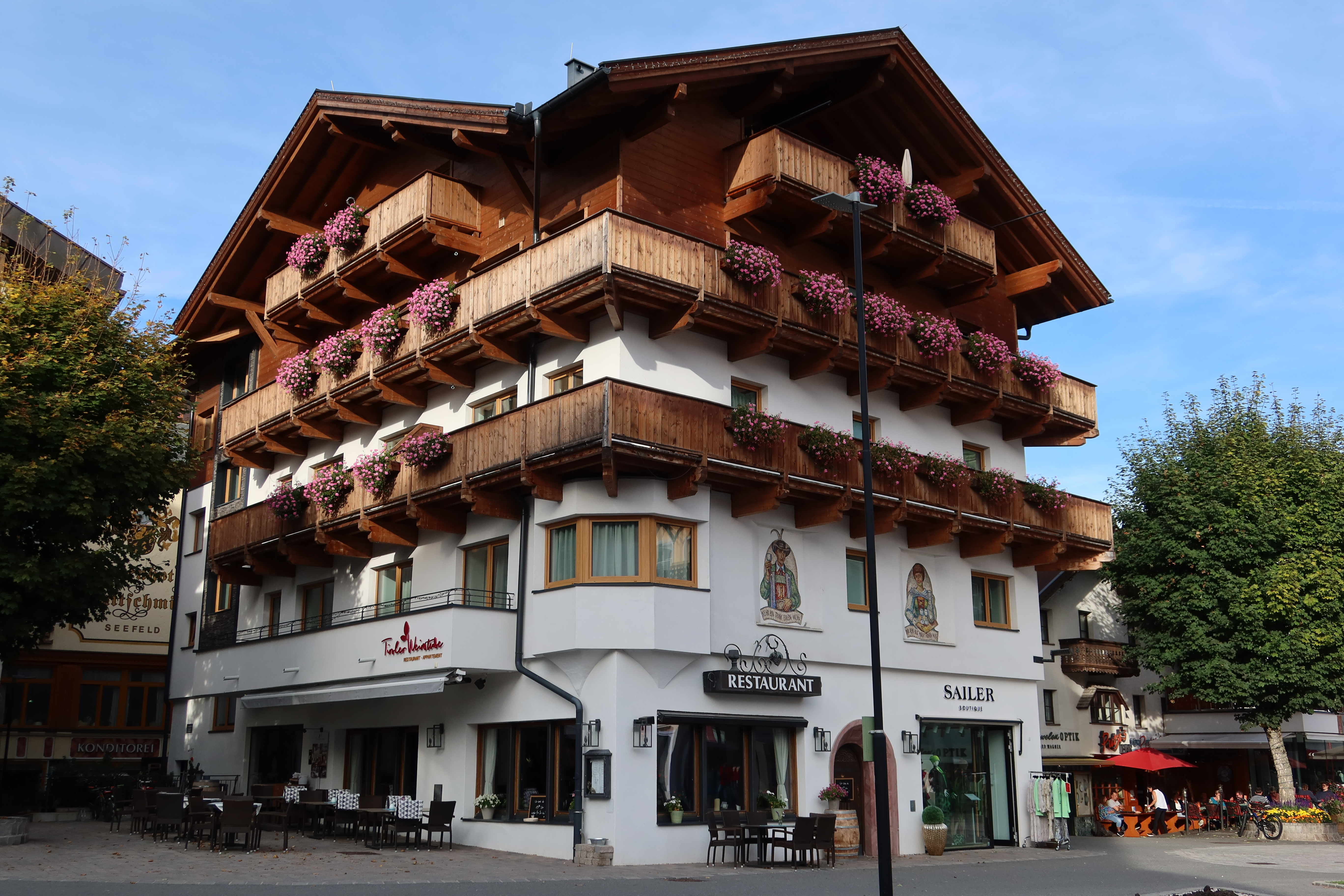
Образец австрийской архитектуры

Из зданий в романском стиле в Австрии сохранились только храмы (например, церковь Рупрехтскирхе в Вене). Готические формы воплощены в постройках ордена цистерцианцев, фонтанном павильоне в монастыре Хайлигенкройц. Среди шедевров готики собор святого Стефана в Вене. Ренессанс в Австрии связан с деятельностью императора Максимилиана I, покровителя художников, среди которых Альбрехт Дюрер, создавший эскизы бронзовых фигур у гробницы Максимилиана в Инсбруке. Светские здания эпохи Возрождения: дома в Клагенфурте, замок Порция в Шпиттале, крепость Хохостервиц в Каринтии. В стиле классического барокко построены многие дворцы и храмы в Вене, Зальцбурге, Граце. Самые известные представители барокко: Йозеф Мунгенаст (монастырская церковь в Дюрнштайне), Якоб Прандтауэр (монастырь в Мельке), Иоганн Бернхард Фишер фон Эрлах (Национальная библиотека в Вене) и Иоганн Лукас фон Хильдебрандт (замки Мирабель в Зальцбурге и Бельведер в Вене).
Целый городок Баден под Веной сохранил индивидуальность стиля мастера классицизма Йозефа Корнхойзеля. Стиль историзма был попыткой после потрясений 1848 года опереться на прошлое и продемонстрировать силу империи с помощью монументальных строений, например, на кольцевой магистрали Рингштрассе в Вене. Полвека спустя приверженцы сецессиона под девизом «Времени — его искусство. Искусству — его свободу» выступали за размежевание с консервативными академическими кругами. В этом австрийском проявлении стиля модерн представители различных сфер искусства тесно сотрудничали между собой. Лидерами движения были живописец Густав Климт и архитекторы Отто Вагнер и Йозеф-Мария Ольбрих. Особый колорит создают здания постмодернистского стиля, которыми богата центральная часть Вены. Среди сооружений современной архитектуры — здание международного агентства по атомной энергетике (МАГАТЭ), Vienna International Center в Вене.

### Кухня

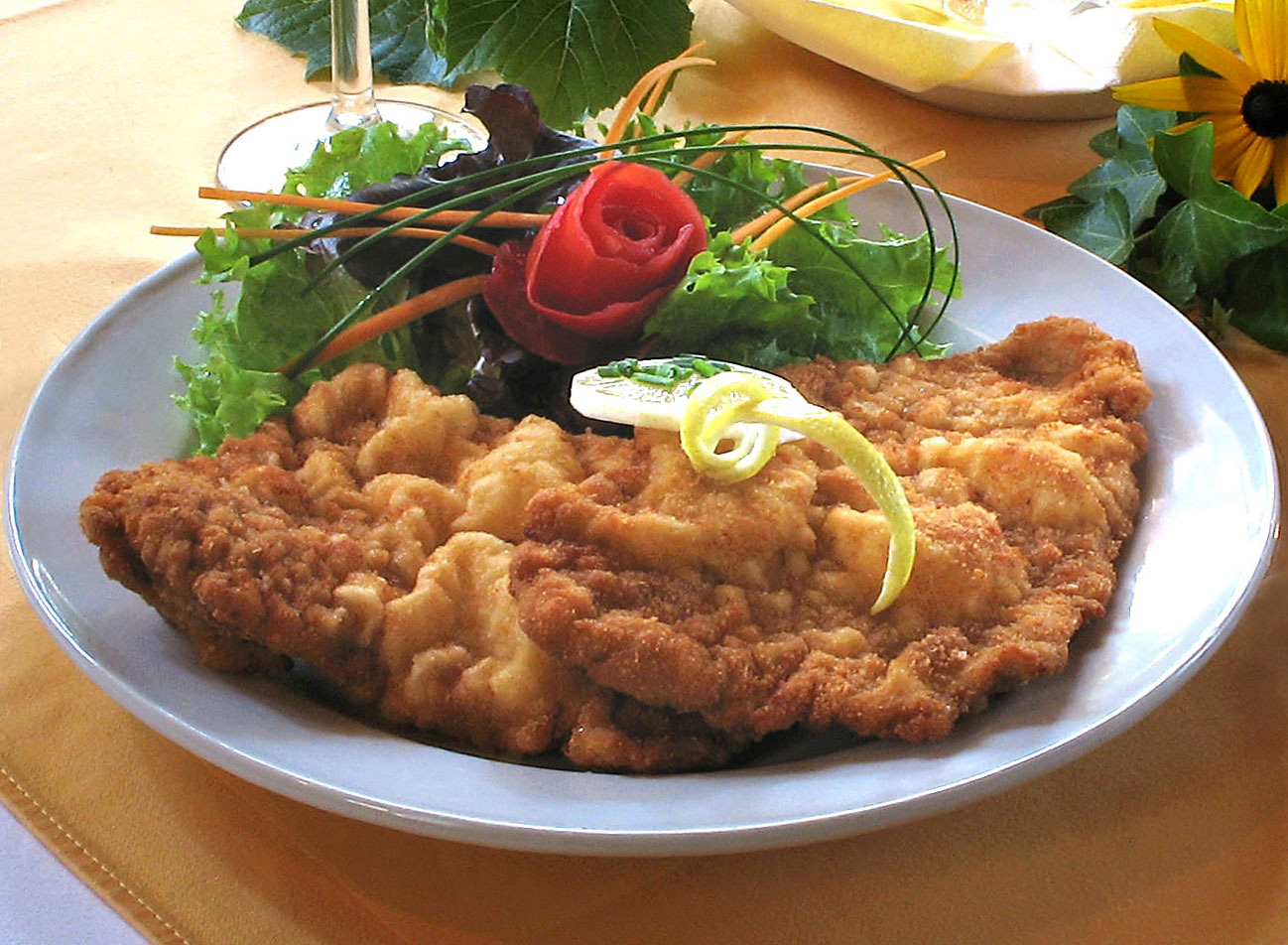
Венский шницель

Австрийская кухня на протяжении веков придерживается традиций дворянской кухни, которая славится своими хорошо сбалансированными блюдами из говядины и свинины с различными овощами. Существует также пекарня «Mehlspeisen», которая печёт торты со сливками и всевозможную выпечку.
Традиционными блюдами считаются пончики, заполненные абрикосовым мармеладом или кремом, а также яблочный штрудель.
Особое влияние на становление австрийской кухни оказали их соседи: Венгрия, Чехия, Италия и Балканы.
Любимым напитком австрийцев является пиво.

### СМИ
Крупнейшее информационное агентство — Австрийское агентство печати (Austria Presse Agentur eG, АПА).
К числу важнейших периодических изданий относятся: «Винер цайтунг» («Wiener Zeitung»), официальный орган правительства, «Бундесгезетцблатт фюр диэ Републик Эстеррайх» («Bundesgesetzblatt für die Republik Österreich») — бюллетень законов, «Оберэстеррайхищер Фольксблат» («Oberösterreichisches Volksblatt») — орган Верхнеавстрийской земельной организации Австрийской народной партии, «Арбайтерцайтунг» («Arbeiter- Zeitung») — орган Социал-демократической партии Австрии, «Фольксштимме» («Volksstimme») — орган Коммунистической партии Австрии.
Радиовещание велось с 1924 года, телевизионные передачи с 1956 года. До 2011 года телевизионные передачи вёл государственный телецентр «Австрийское радио и телевидение» (ЭРФ) по двум программам (ORF 2 и ORF Eins), в крупных городах по третьей программе вела передачи коммерческая телестудия ATV, а в Вене также по четвёртой программе — коммерческая телестудия Puls TV. C 2011 года телевизионные передачи идут по первому (включает в себя первую, вторую программы и программу ATV) и второму (включает культурно-просветительскую, спортивную программы «Австрийское радио», 3sat, программу Puls 4 и программу телестудии Servus TV, а также международную программу 3sat) букетам программ, в крупных городах ещё по 3 букетам программ ретранслируются программы Германии. Государственная служба «Австрийское радио и телевидение» ведёт радиовещание по 9 земельным и 2 общегосударственным программам (Ö1 и Hitradio Ö3), в крупных городах ЭРФ вещает четвёртую программу (FM4), ещё несколько программ вещают частные радиостанции — общегосударственные Kronehit и Life Radio и земельные — Antenne Steiermark, Antenne Kärnten, Antenne Salzburg, Antenne Vorarlberg, Antenne Tirol, Radio 88.6.

### Спорт

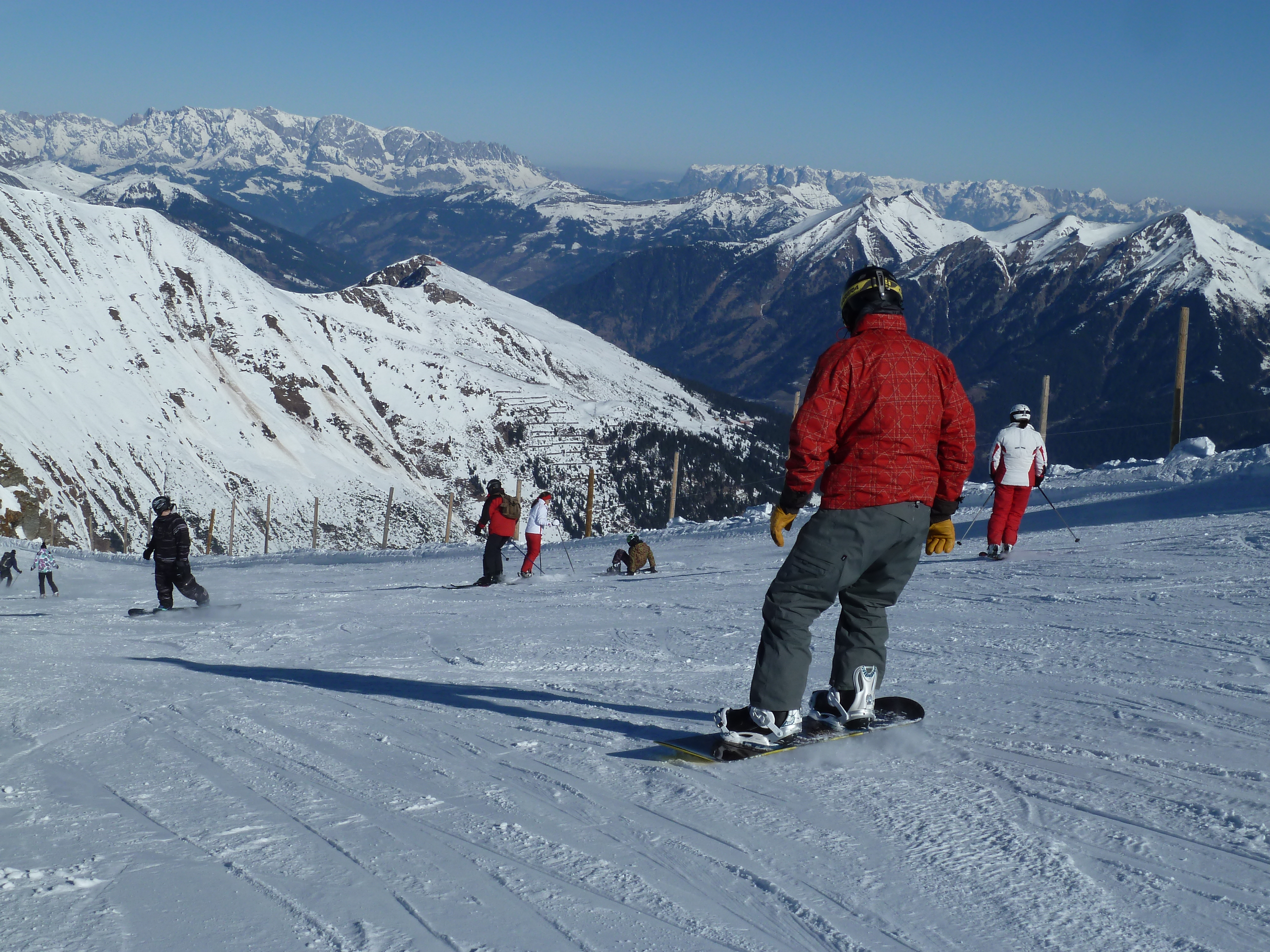
Бадгастайн

Наиболее популярным видом спорта в Австрии является горнолыжный спорт. Австрийцы самые успешные горнолыжники в истории олимпийских игр (105 наград) и чемпионатов мира. В горнолыжном спорте на Олимпийских играх австрийцы выиграли больше наград, чем во всех летних видах спорта вместе взятых. Также успешно австрийцы выступают в прыжках на лыжах с трамплина. За всю историю на летних Олимпиадах австрийцы лишь 1 раз выиграли больше 2 золотых наград (в 1936 году в Берлине). В 2012 году на Играх в Лондоне Австрия впервые с 1964 года не сумела выиграть ни одной медали.
Инсбрук дважды был столицей зимних Олимпийских игр в 1964 и 1976 годах.
Чемпионат Австрии по футболу проходит с 1912 года. Кубок Австрии проводится с 1913 года. Основным футбольным объединением в Австрии является Австрийский футбольный союз, состоит из 8 земельных футбольных союзов. В 2008 году Австрия совместно со Швейцарией принимала чемпионат Европы по футболу, финал которого прошёл в Вене.
Первым чемпионом мира по шахматам был гражданин Австрийской империи Вильгельм Стейниц.
В середине 1990-х теннисист Томас Мустер на протяжении 6 недель был первой ракеткой мира. Теннисист Доминик Тим имеет в своём активе победу в одиночном разряде на US Open.

### Праздники
| Праздник                        | Дата              | B  | K  | NÖ | OÖ | S  | ST | T  | V  | W  |
| ------------------------------- | ----------------- | -- | -- | -- | -- | -- | -- | -- | -- | -- |
| Новый год                       | 1 января          | •  | •  | •  | •  | •  | •  | •  | •  | •  |
| Богоявление                     | 6 января          | •  | •  | •  | •  | •  | •  | •  | •  | •  |
| Иосиф Обручник                  | 19 марта          |    | •  |    |    |    | •  | •  | •  |    |
| Великая пятница                 | (Пасха − 2 дня)   | •  | •  | •  | •  | •  | •  | •  | •  | •  |
| Пасхальный понедельник          | (Пасха + 1 день)  | •  | •  | •  | •  | •  | •  | •  | •  | •  |
| Staatsfeiertag (День труда)     | 1 мая             | •  | •  | •  | •  | •  | •  | •  | •  | •  |
| День Святого Флориана           | 4 мая             |    |    |    | •  |    |    |    |    |    |
| Вознесение Господне             | (Пасха + 39 дней) | •  | •  | •  | •  | •  | •  | •  | •  | •  |
| Троицкий понедельник            | (Пасха + 50 дней) | •  | •  | •  | •  | •  | •  | •  | •  | •  |
| Праздник Тела и Крови Христовых | (Пасха + 60 дней) | •  | •  | •  | •  | •  | •  | •  | •  | •  |
| Успение Божией Матери           | 15 августа        | •  | •  | •  | •  | •  | •  | •  | •  | •  |
| Руперт                          | 24 сентября       |    |    |    |    | •  |    |    |    |    |
| День референдума                | 10 октября        |    | •  |    |    |    |    |    |    |    |
| Национальный праздник           | 26 октября        | •  | •  | •  | •  | •  | •  | •  | •  |    |
| День всех святых                | 1 ноября          | •  | •  | •  | •  | •  | •  | •  | •  | •  |
| Мартин Турский                  | 11 ноября         | •  |    |    |    |    |    |    |    |    |
| Леопольд                        | 15 ноября         |    |    | •  |    |    |    |    |    | •  |
| Непорочное зачатие Девы Марии   | 8 декабря         | •  | •  | •  | •  | •  | •  | •  | •  | •  |
| Рождественский сочельник        | 24 декабря        | •  | •  | •  | •  | •  | •  | •  | •  | •  |
| Рождество                       | 25 декабря        | •  | •  | •  | •  | •  | •  | •  | •  | •  |
| День Св. Стефана                | 26 декабря        | •  | •  | •  | •  | •  | •  | •  | •  | •  |
| День Святого Сильвестра         | 31 декабря        | •  | •  | •  | •  | •  | •  | •  | •  | •  |
| Всего                           |                   | 17 | 18 | 17 | 17 | 17 | 17 | 17 | 17 | 17 |

### Туризм

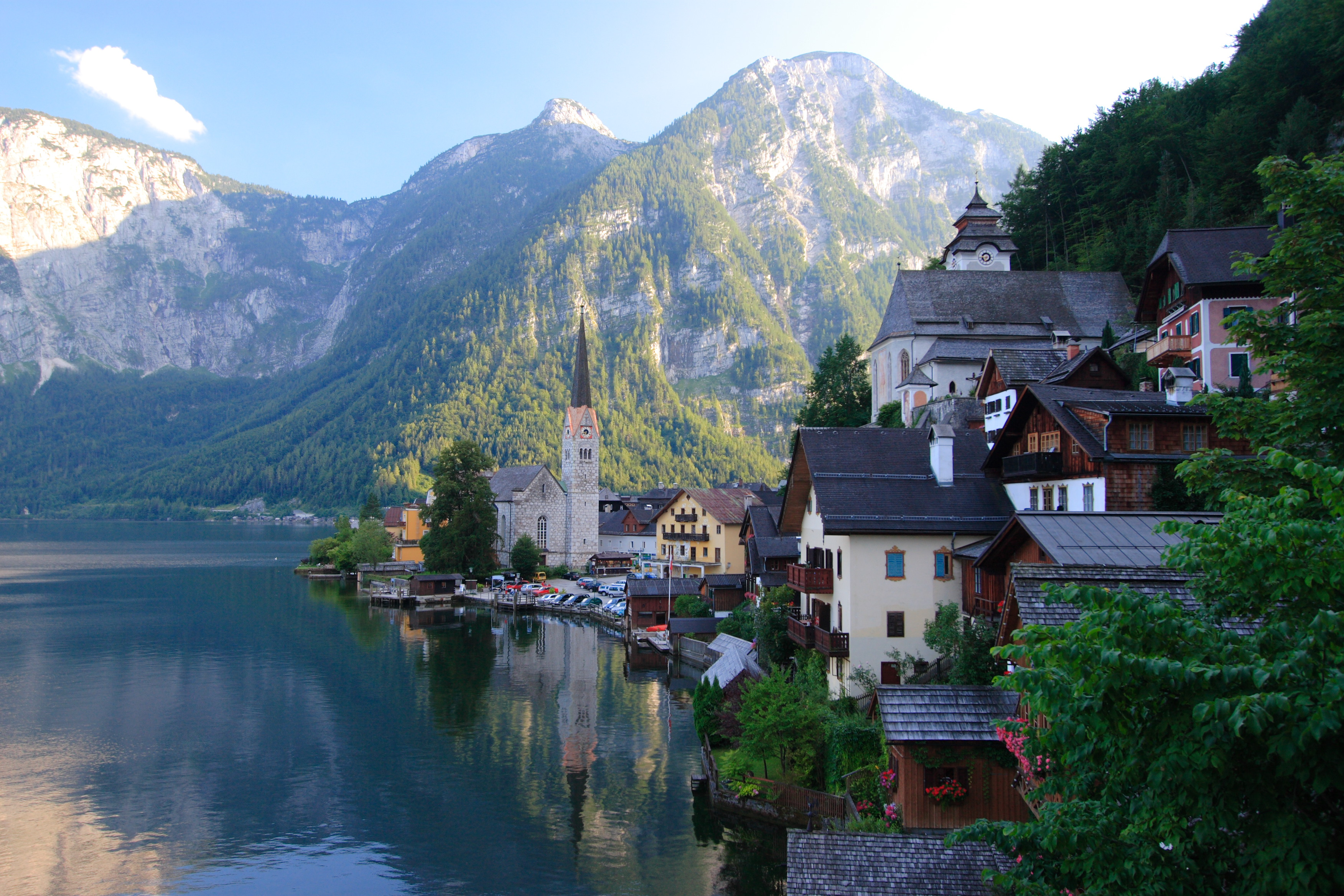
Гальштат

Австрию относят к Альпийскому туристскому району западноевропейской зоны Европы, так как большую часть территории страны покрывают Альпы.
Австрия — страна традиционного зимнего туризма. Наряду со Швейцарией эта страна является своего рода горнолыжной «меккой» для европейцев. Сегодня для страны туризм является основным источником дохода, покрывающим традиционно отрицательное торговое сальдо. В этой отрасли в 70 тыс. средних и мелких туристских предприятий (гостиницы, рестораны, курортно-лечебные учреждения, бассейны и пляжи) занято 350 тыс. человек. По удельному весу валовых поступлений от туризма в ВВП (более 6 %) государство занимает одно из ведущих мест в мире, а по доходам от туристского сектора экономик малых стран Европы прочно удерживает лидирующие позиции.
В Австрии давно сформирована и отлажена система обслуживания туристов. Многие городки и деревни, такие как Бад-Гаштайн, Милльштатт, Ишгль, Санкт-Антон-ам-Арльберг и Майрхофен превратились в крупнейшие европейские курорты, а бывшие сельские жители занимаются гостиничным бизнесом. Горнолыжный туризм изменил австрийцев, сегодня для них это жизнь и надежда на будущее.